# Muzeum Lotnictwa Polskiego w Krakowie

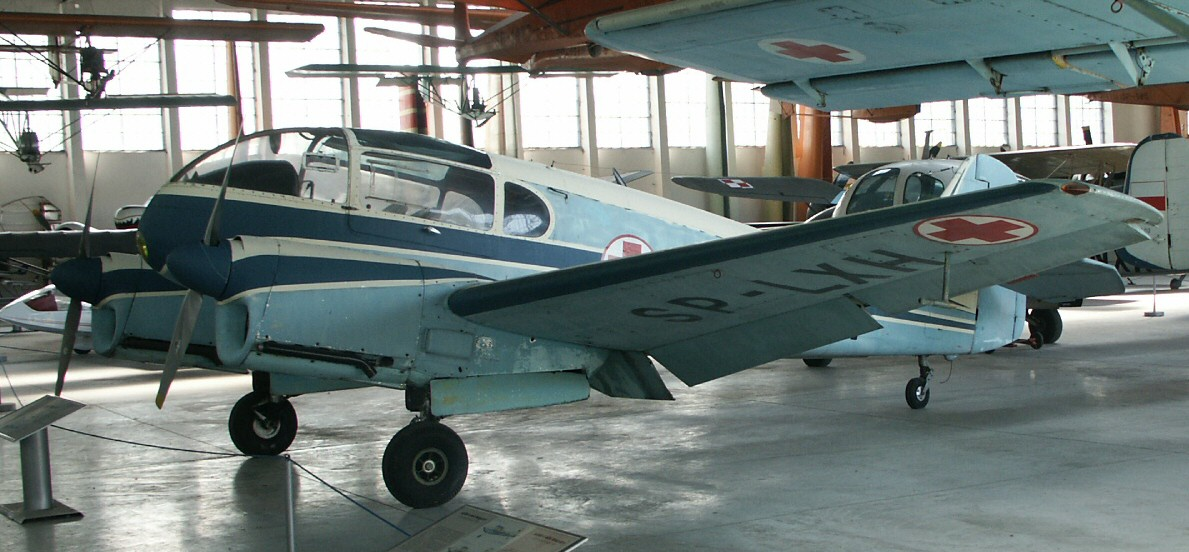
Aero Ae-145 w ekspozycji muzeum (duży hangar)

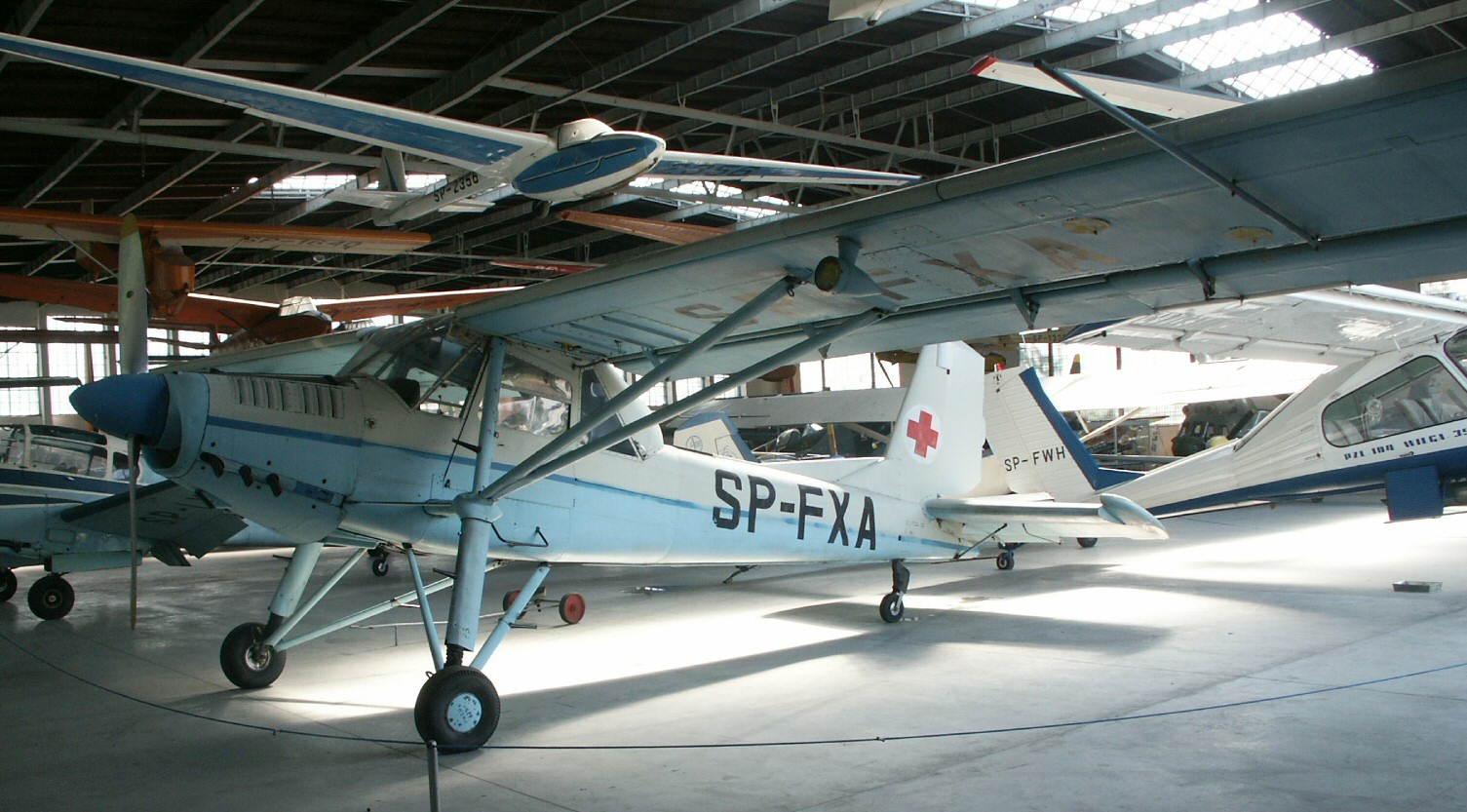
Aero L-60 Brigadyr (duży hangar)

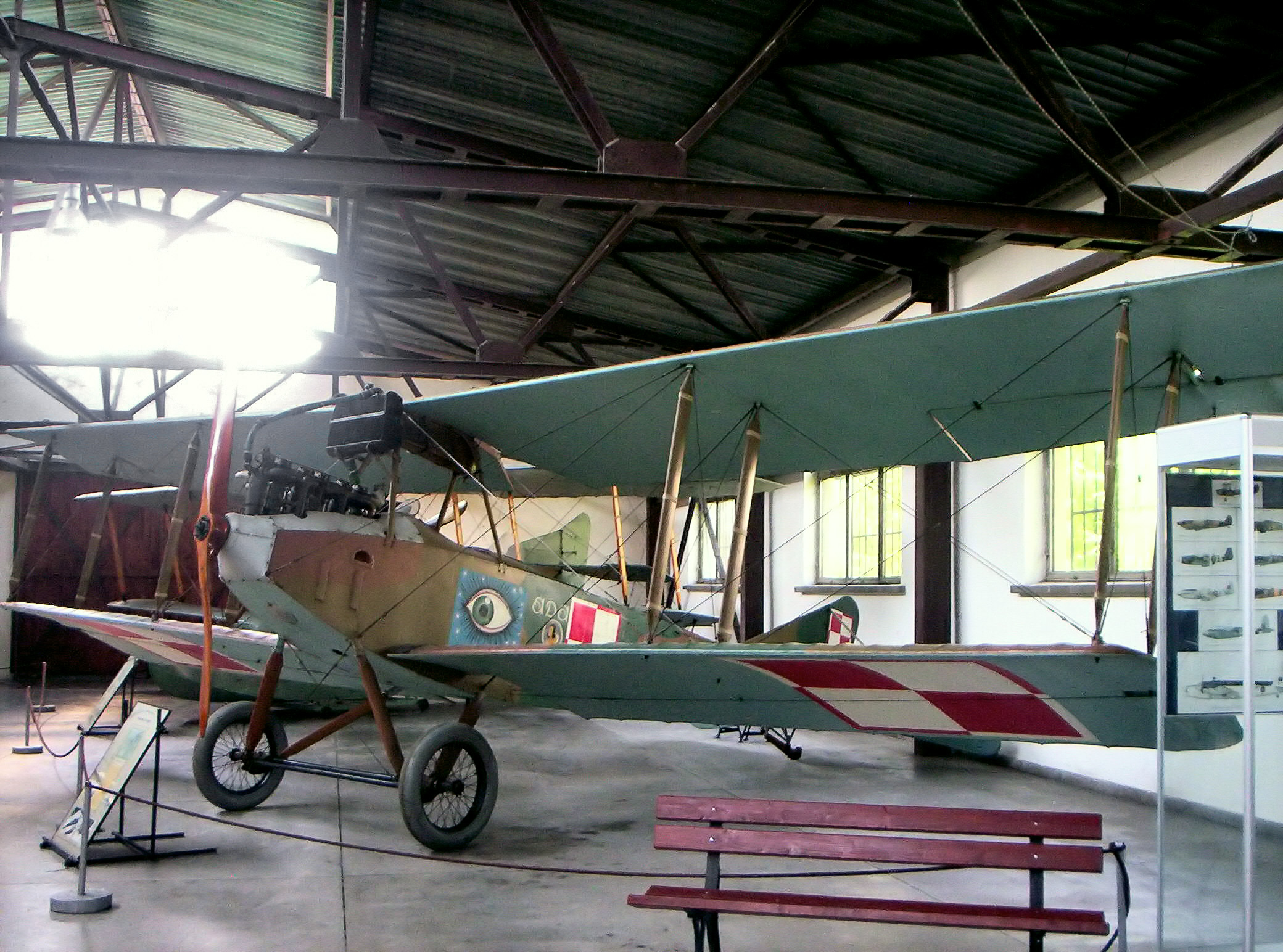
Albatros B.II (mały hangar)

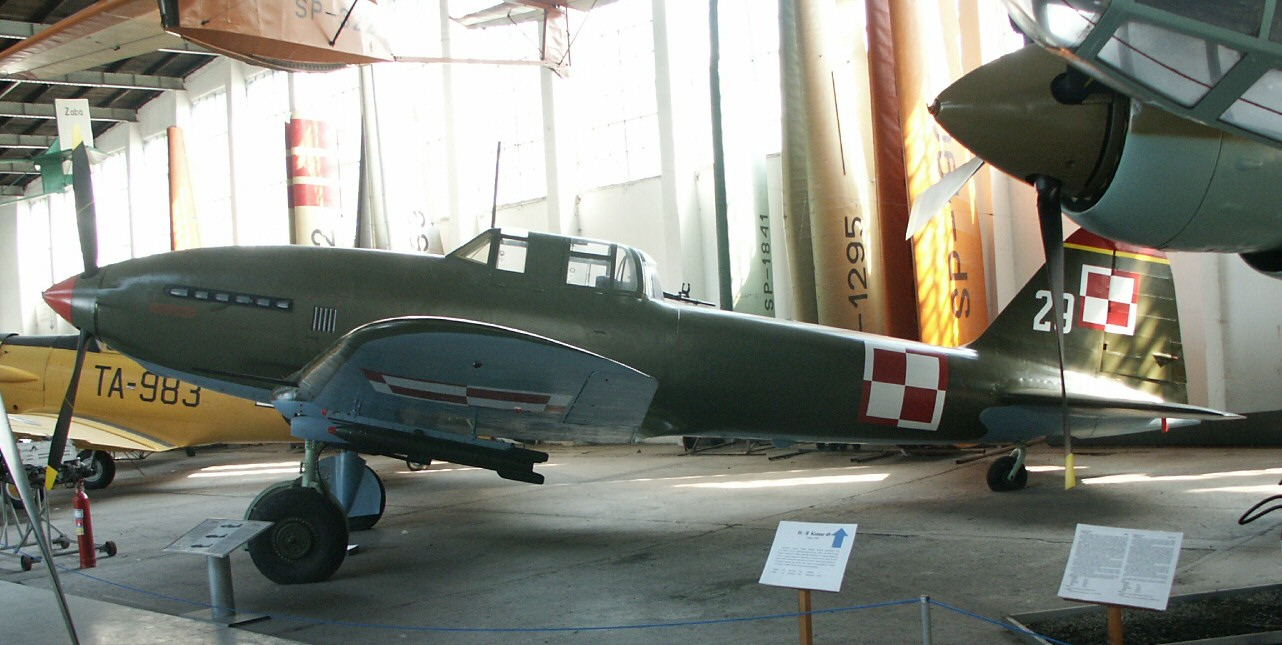
Avia B.33 (licencyjny Ił-10) (duży hangar)

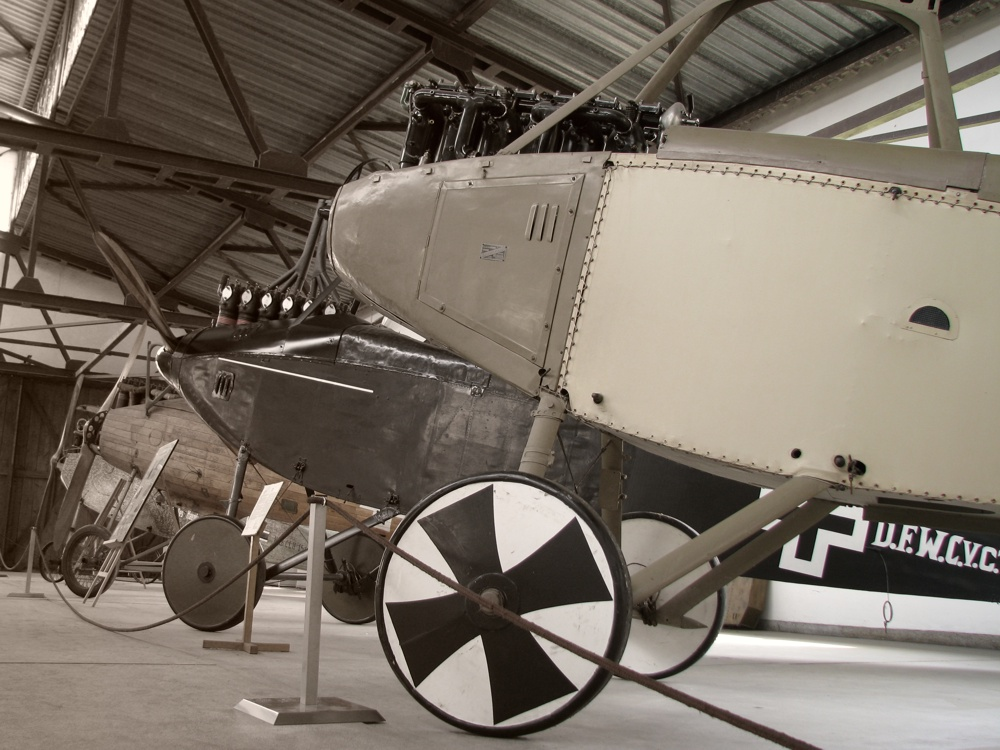
Aviatik C.III (mały hangar)

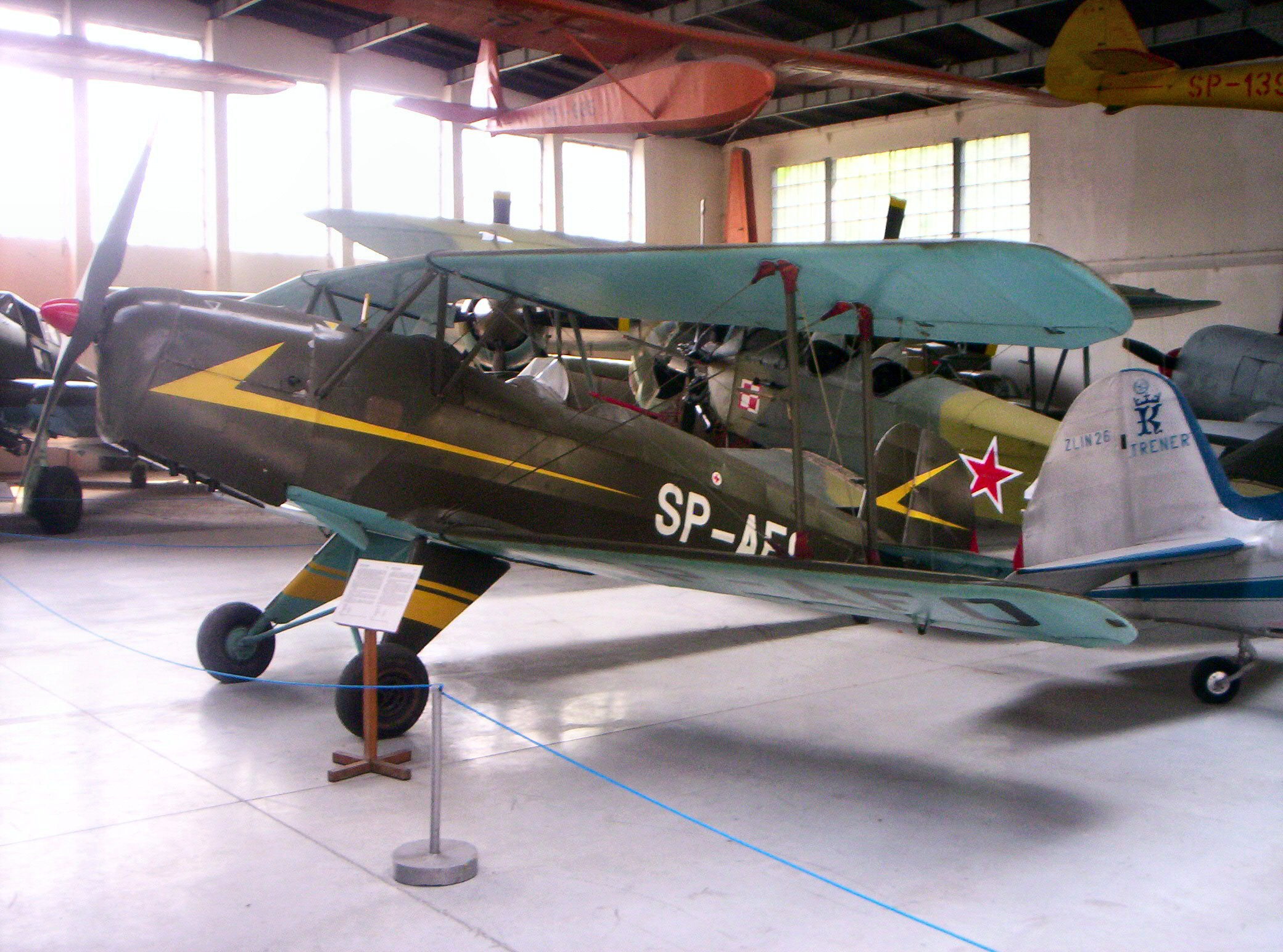
Bücker Bü 131B Jungmann (duży hangar)

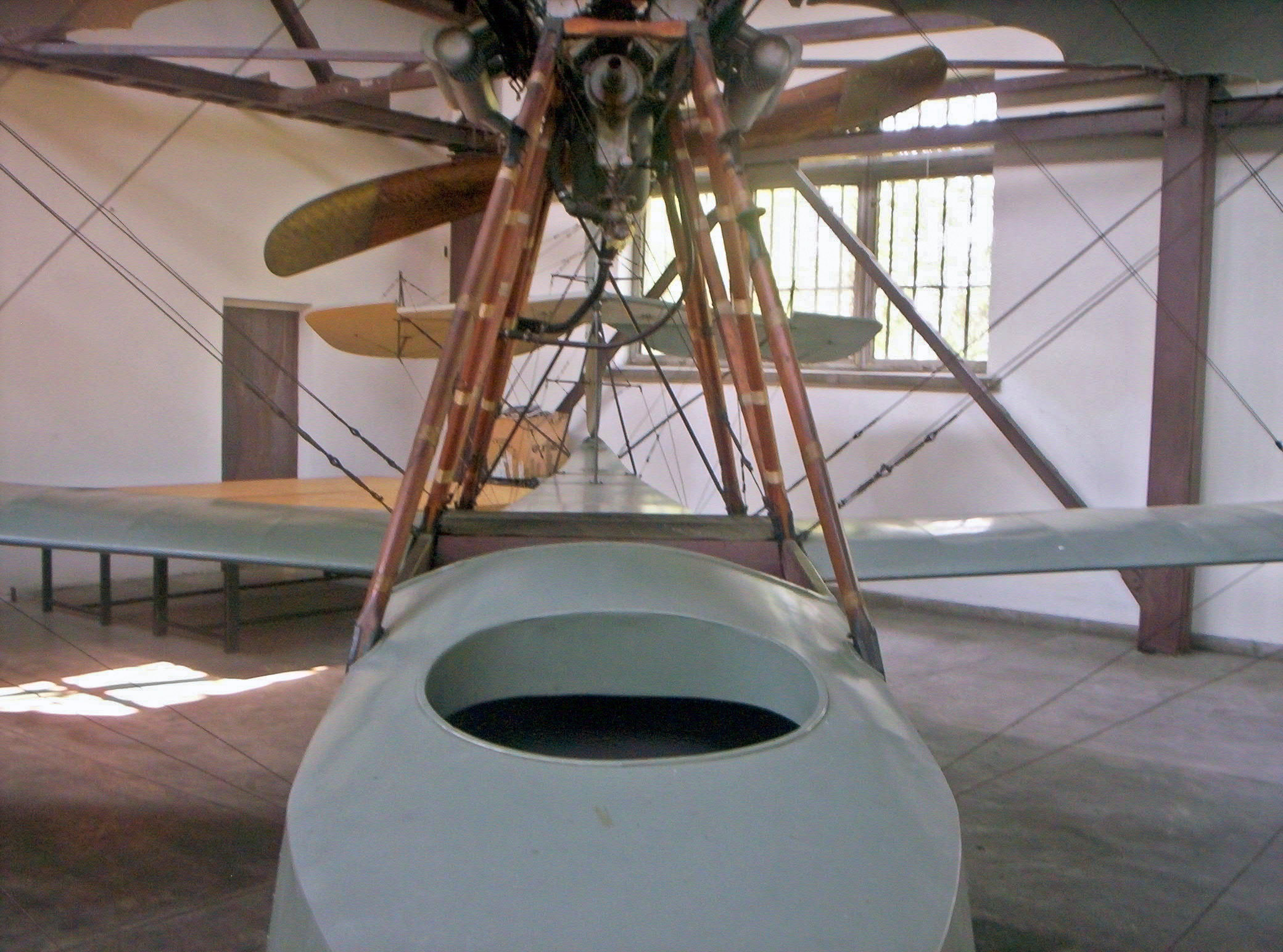
Grigorowicz M-15 (mały hangar)

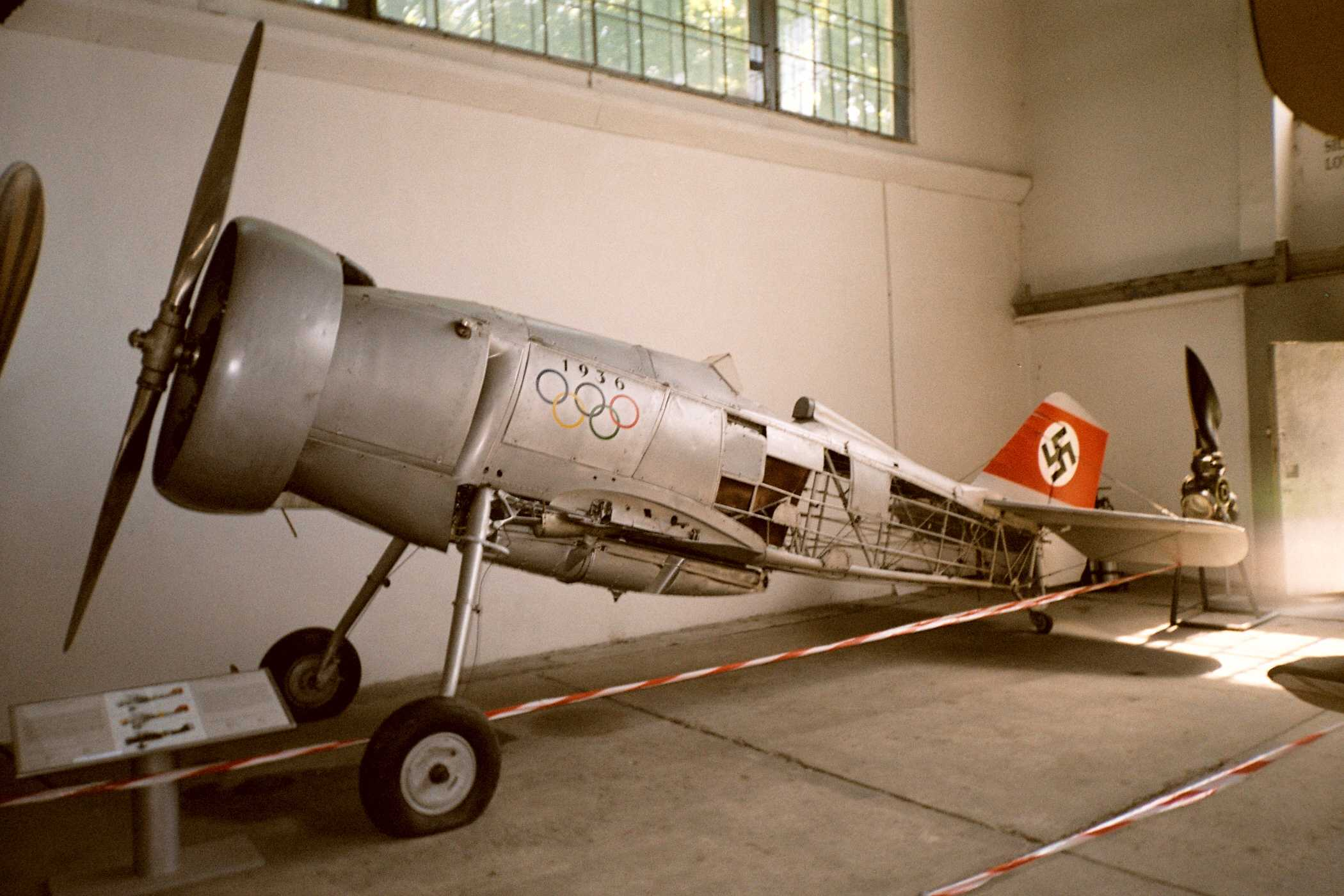
Curtiss Export Hawk II (duży hangar)

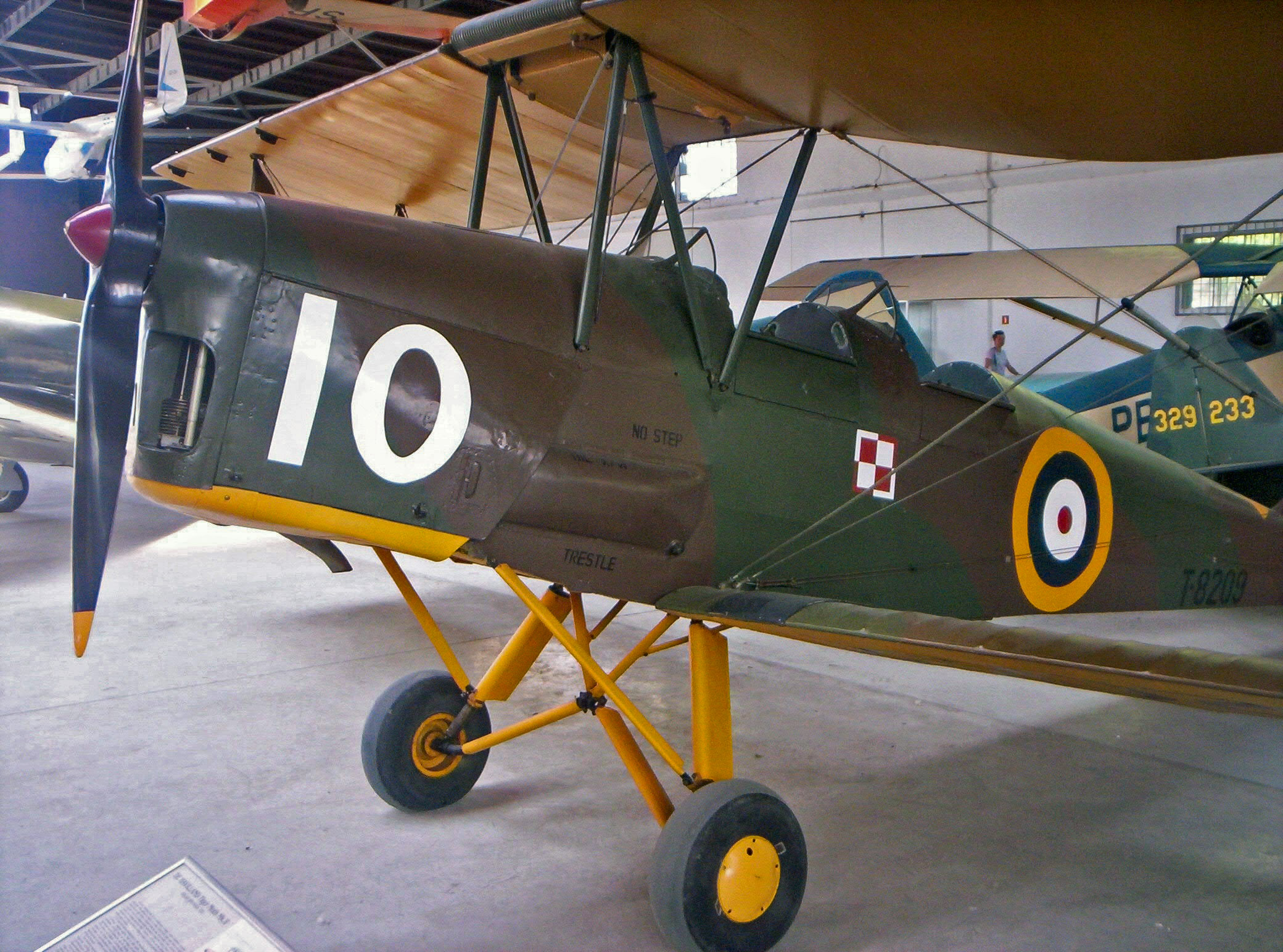
De Havilland 82A Tiger Moth II (duży hangar)

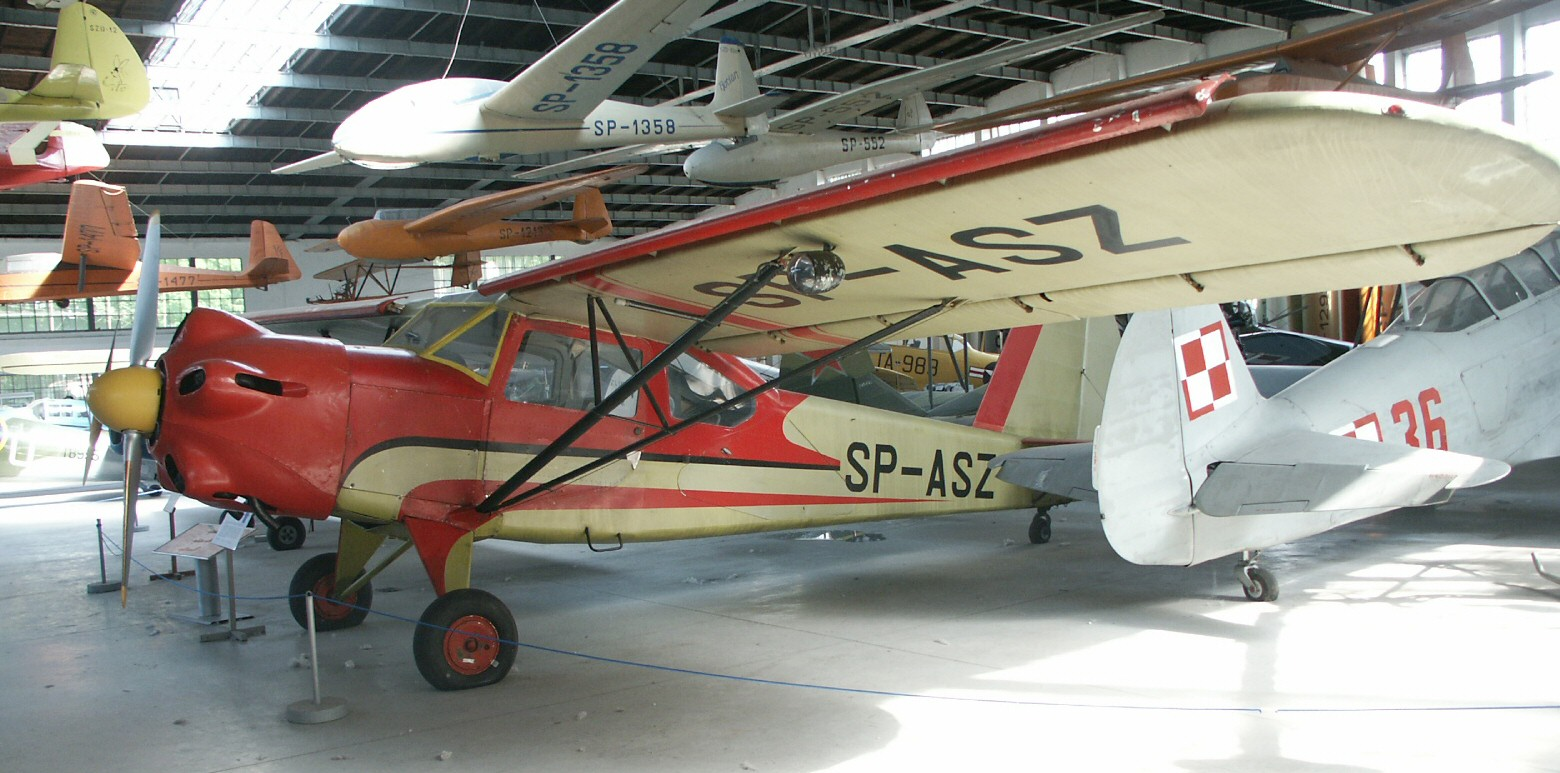
Jak-12 (duży hangar)

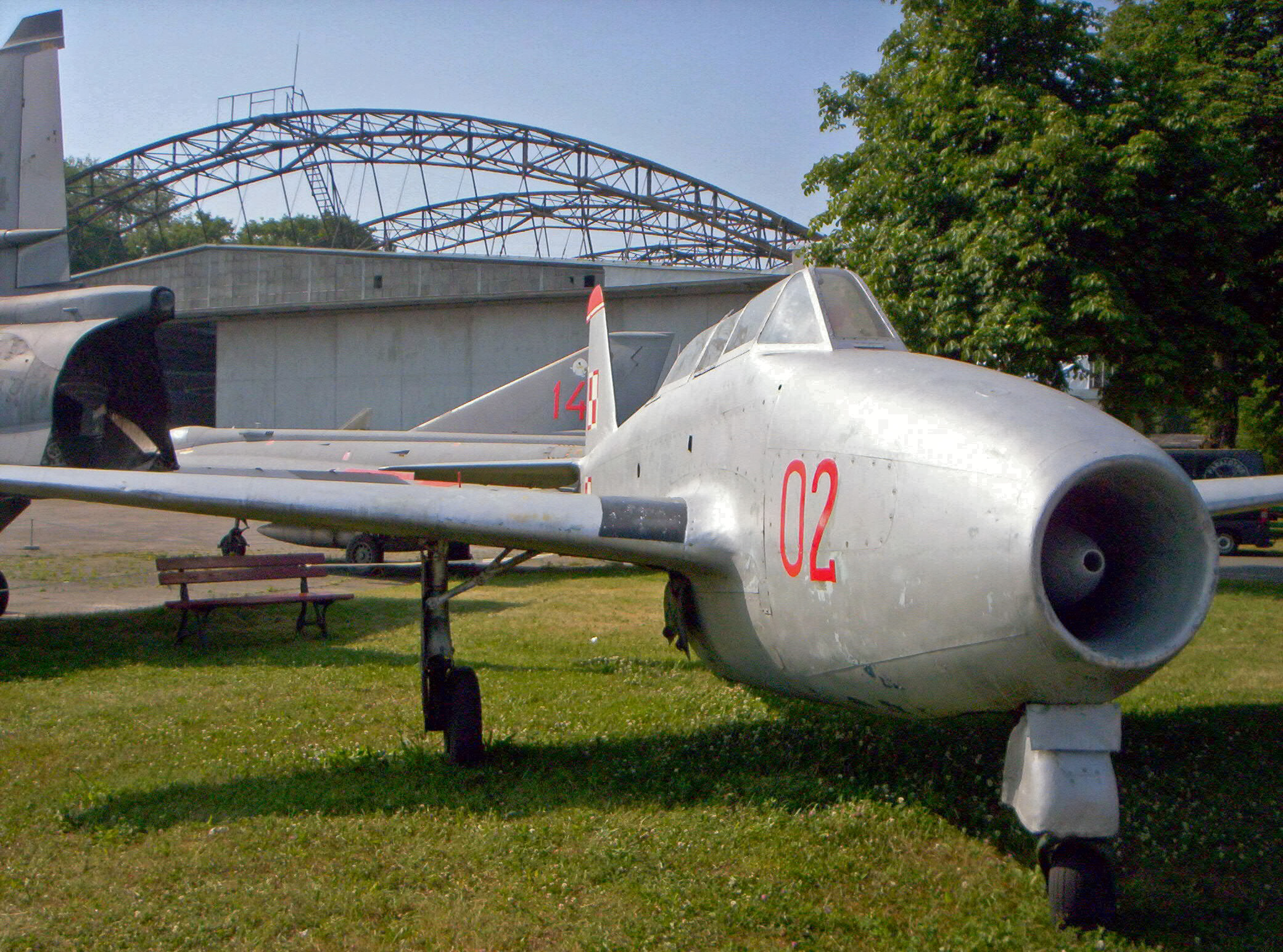
Jak-17UTI (ekspozycja plenerowa, w tle duży hangar)

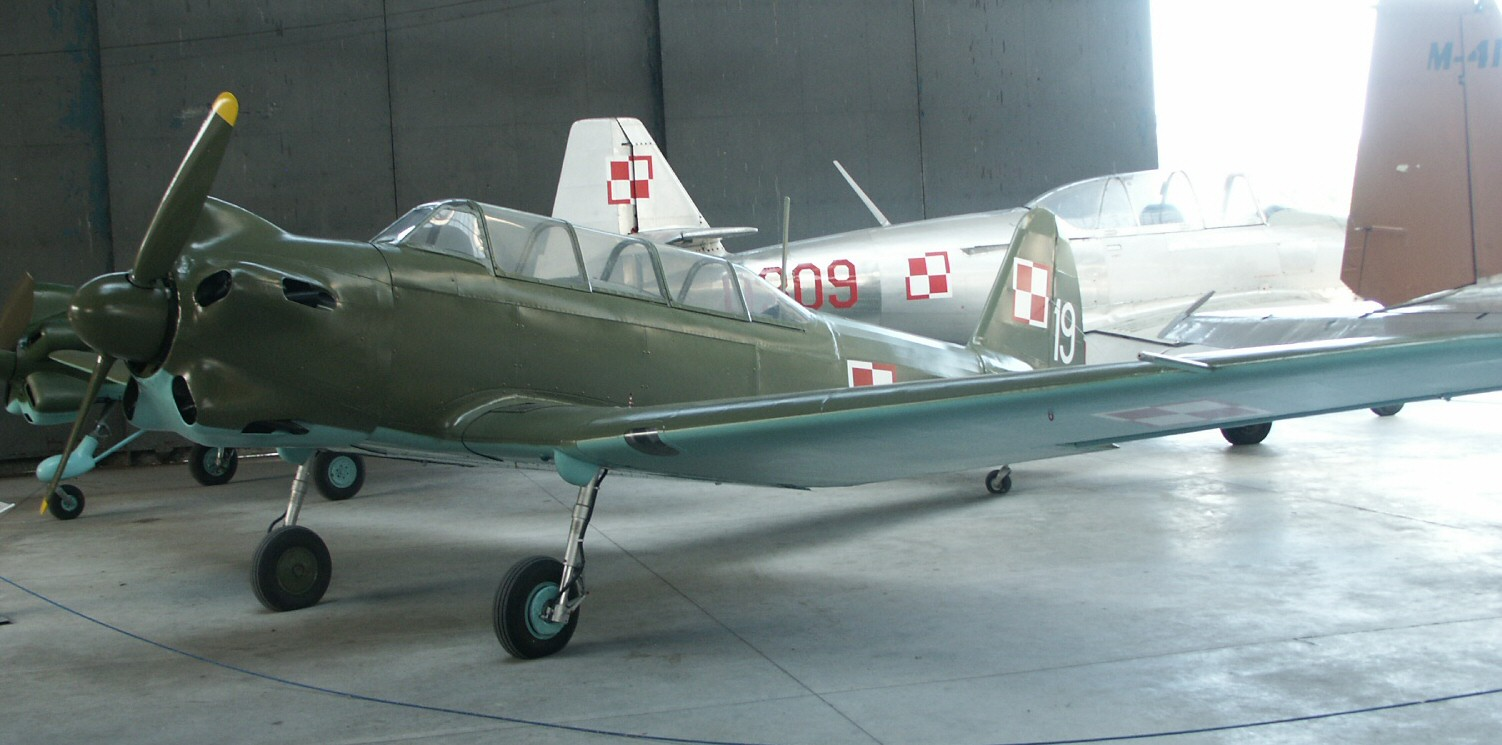
Jak-18 (duży hangar)

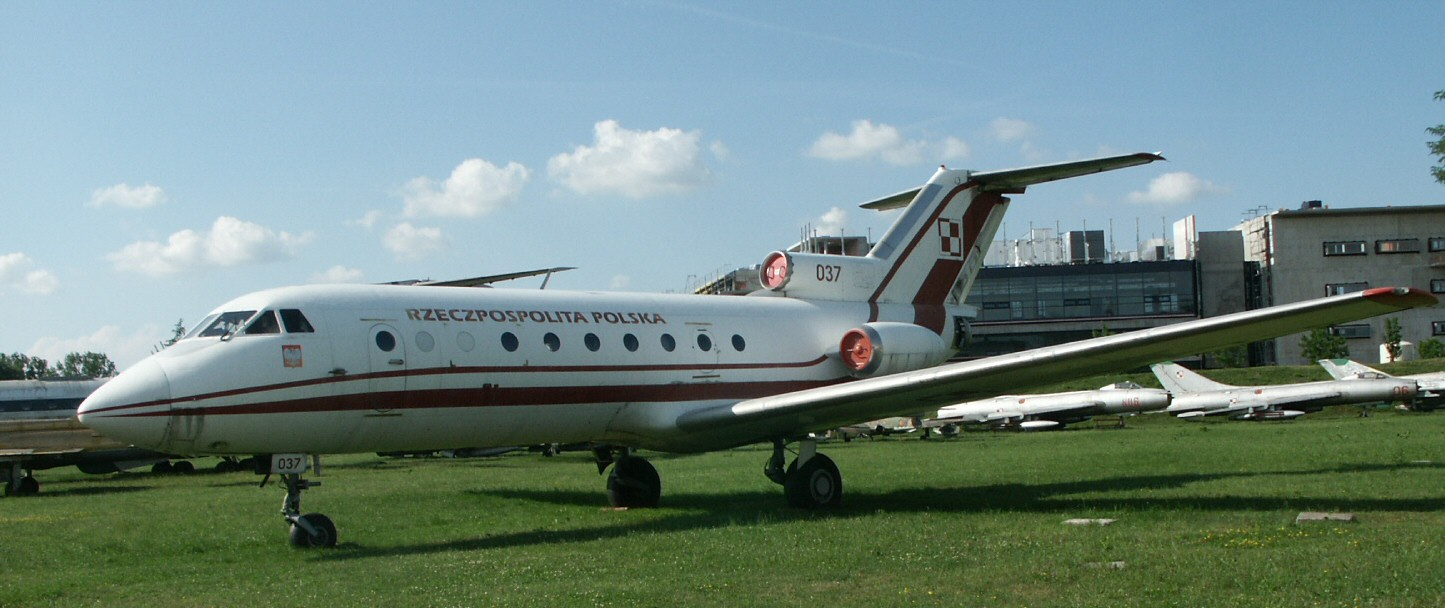
Jak-40 (ekspozycja plenerowa)

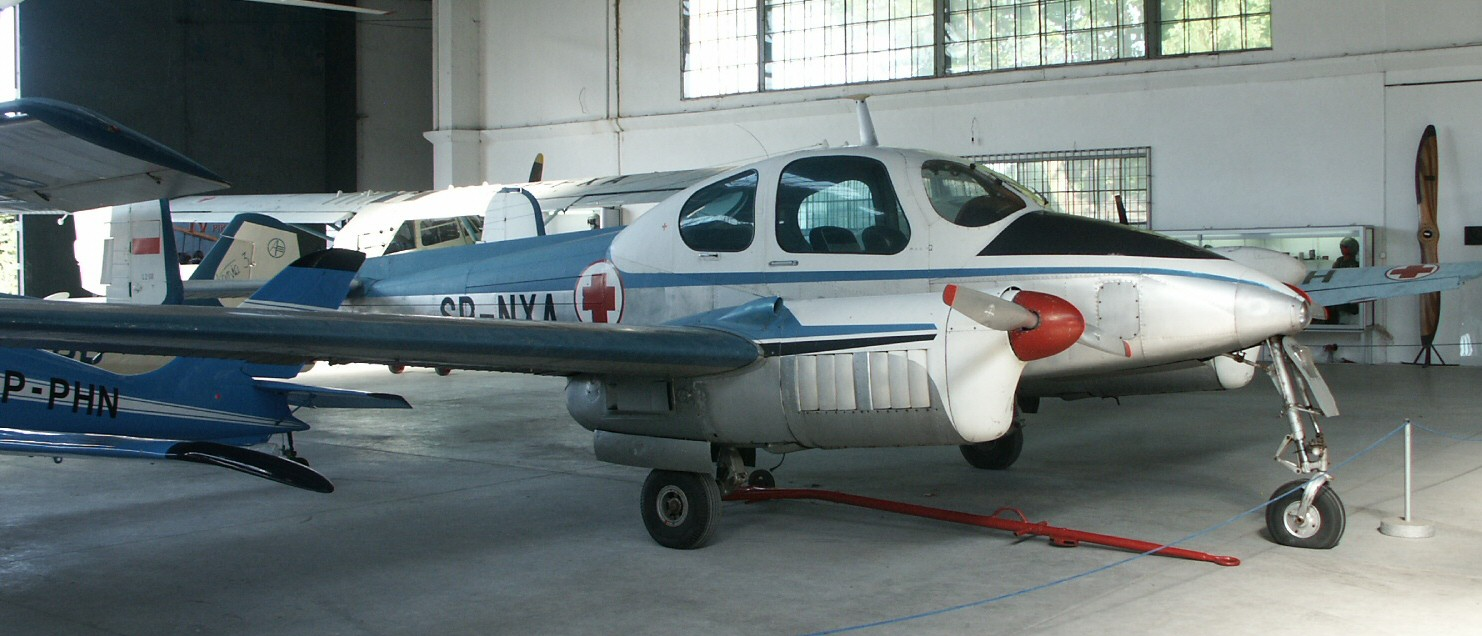
Let L-200 Morava (duży hangar)

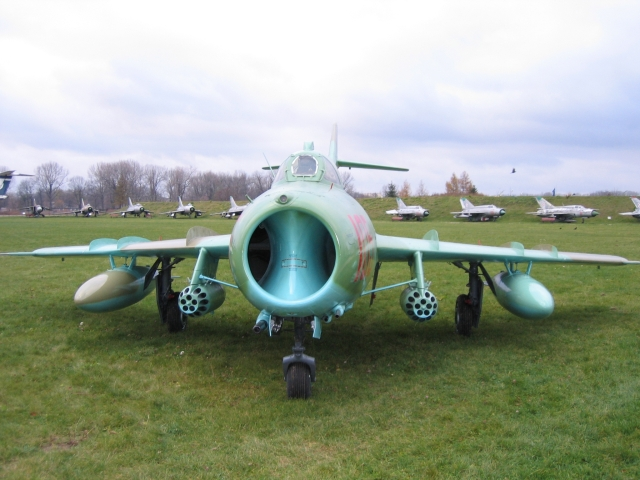
Lim-6bis (ekspozycja plenerowa, w tle aleja MiG-ów)

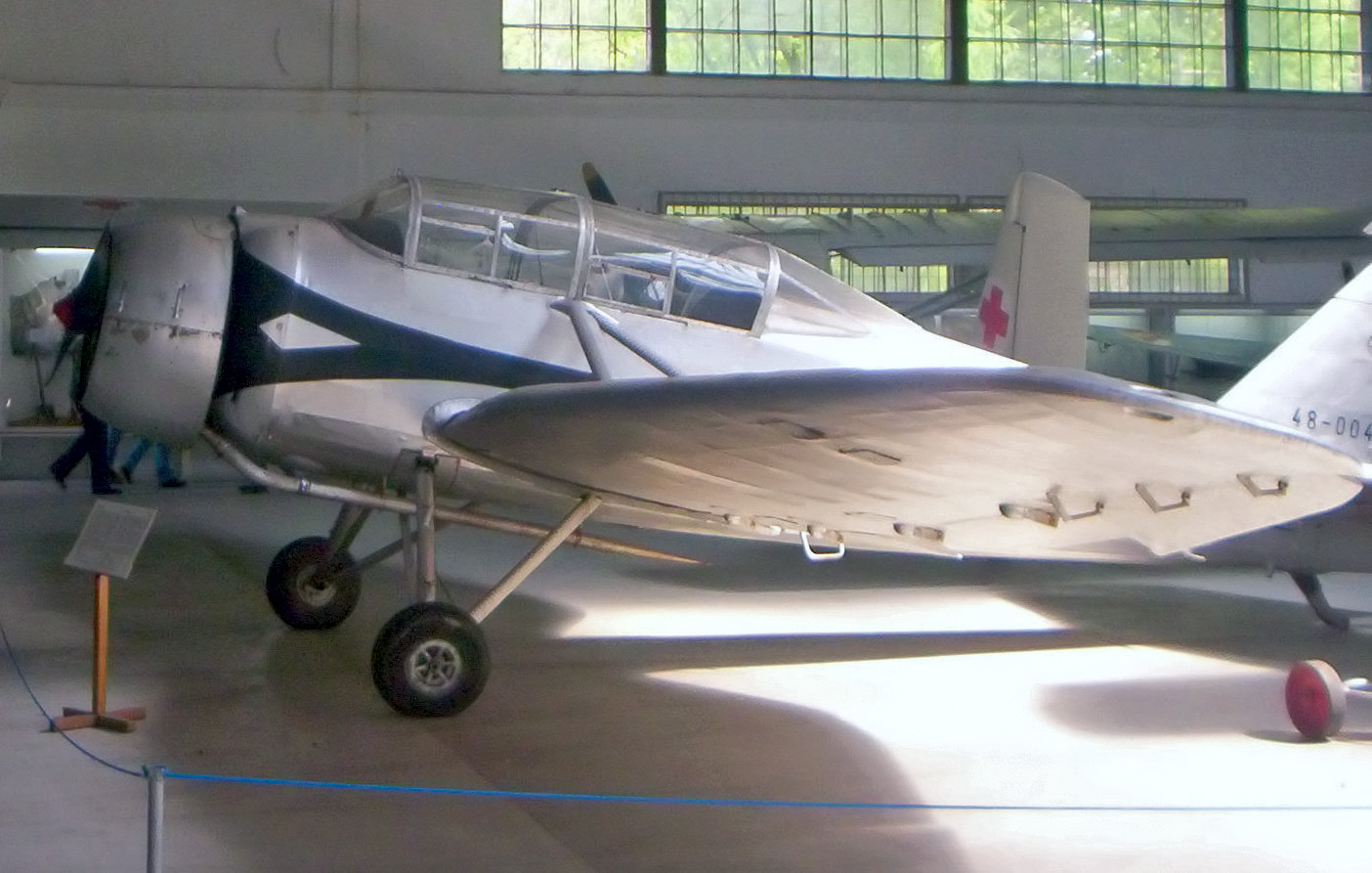
LWD Szpak (duży hangar)

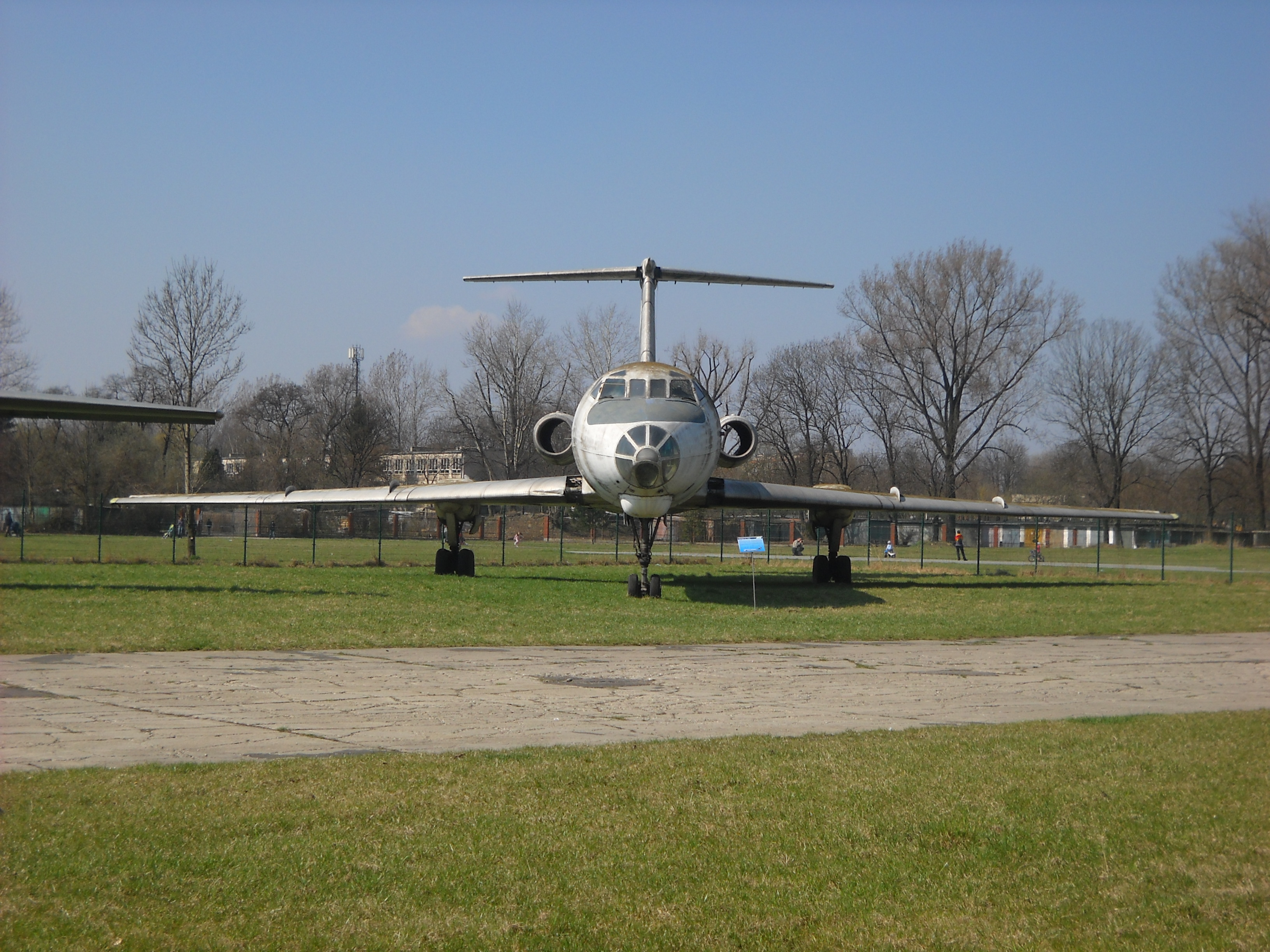
Tu-134A (ekspozycja plenerowa)

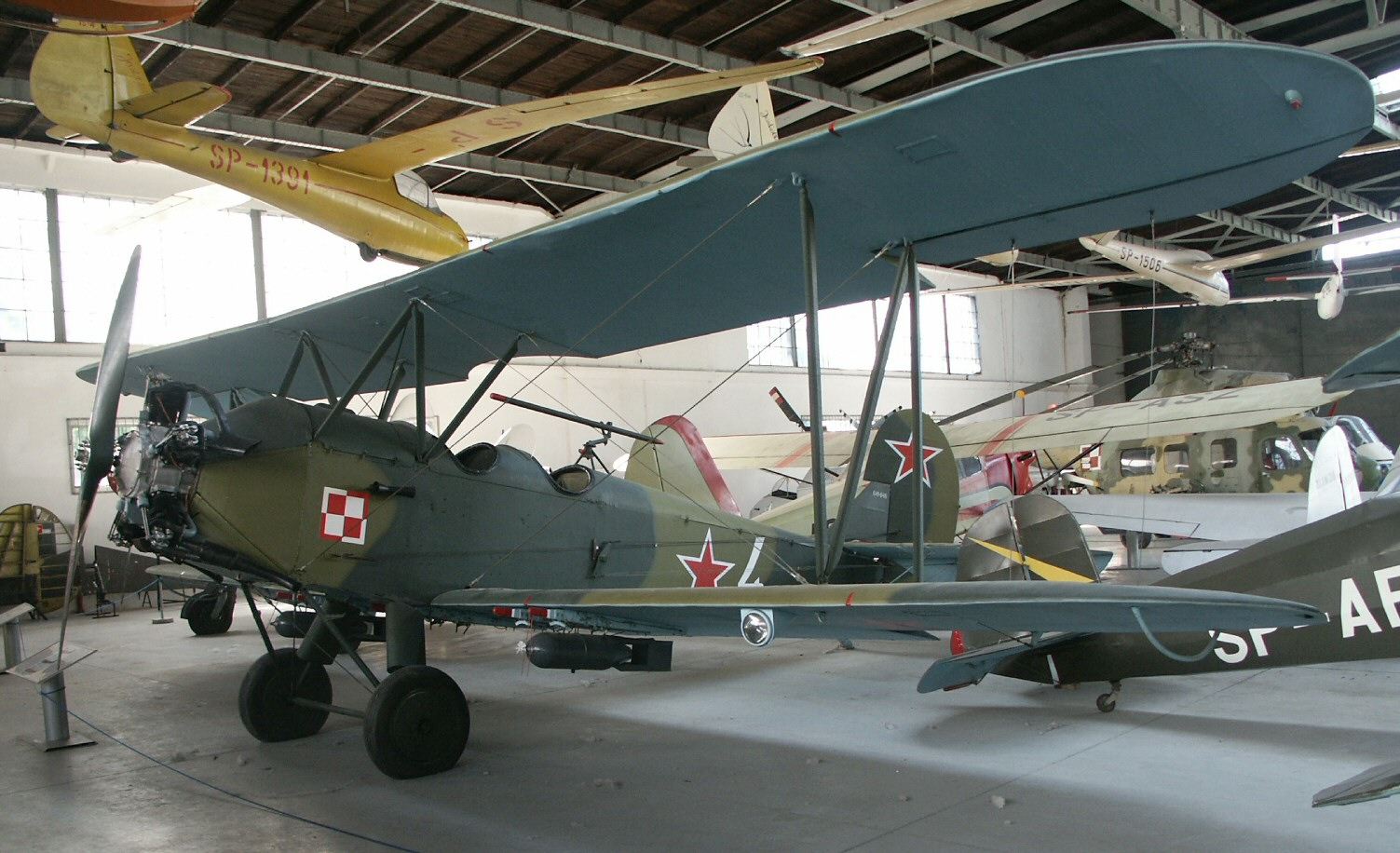
Po-2 (duży hangar)

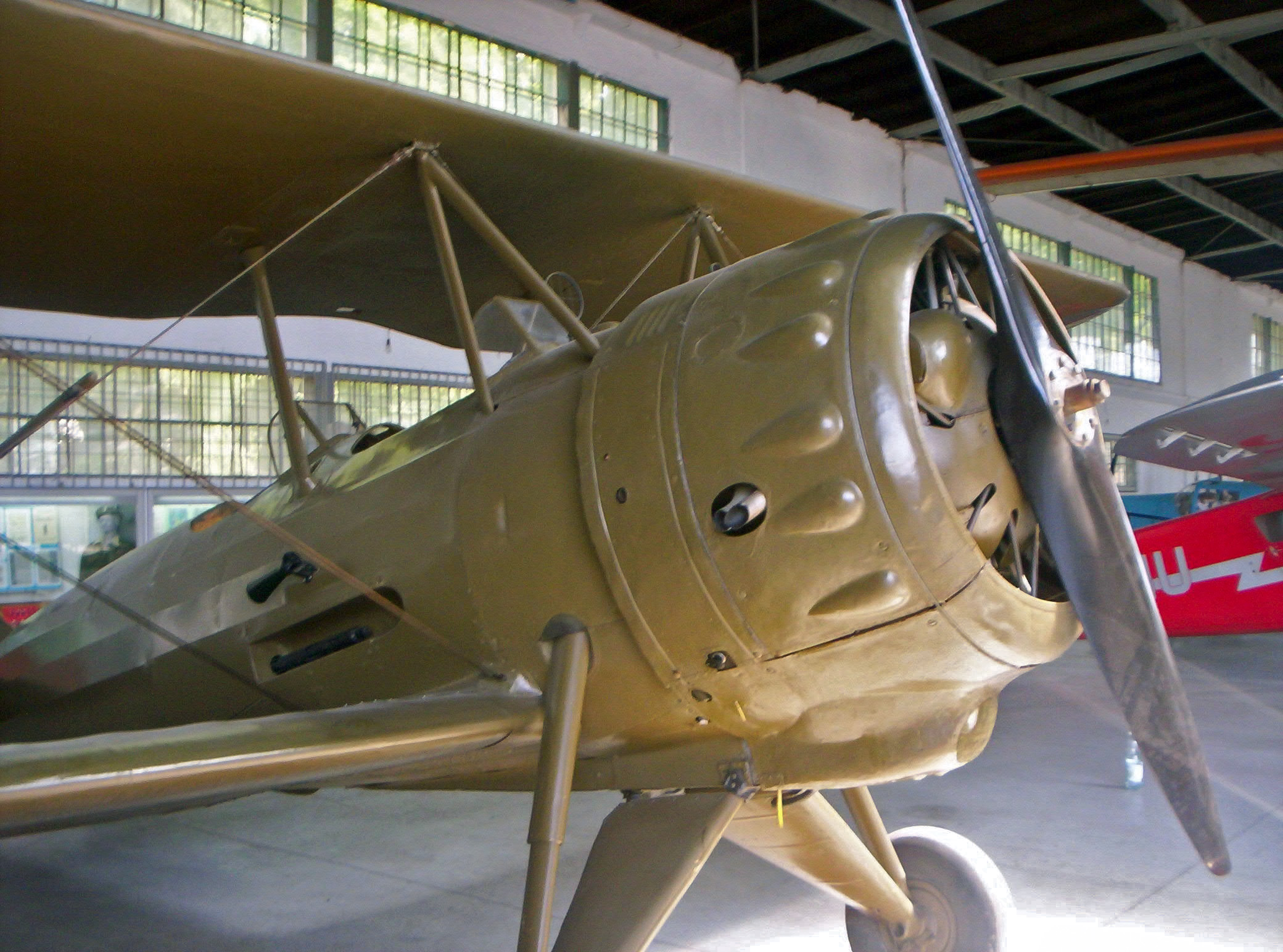
PWS-26 (duży hangar)

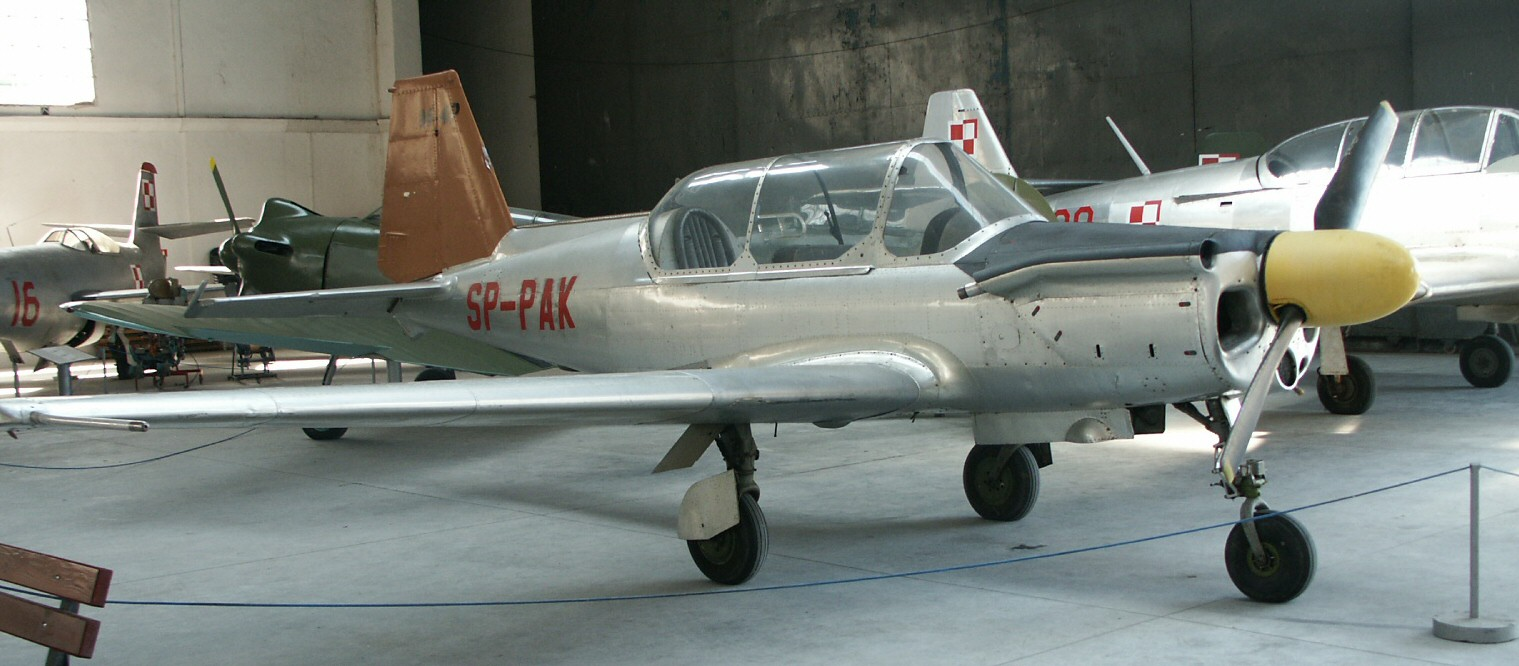
PZL M-4 Tarpan (duży hangar)

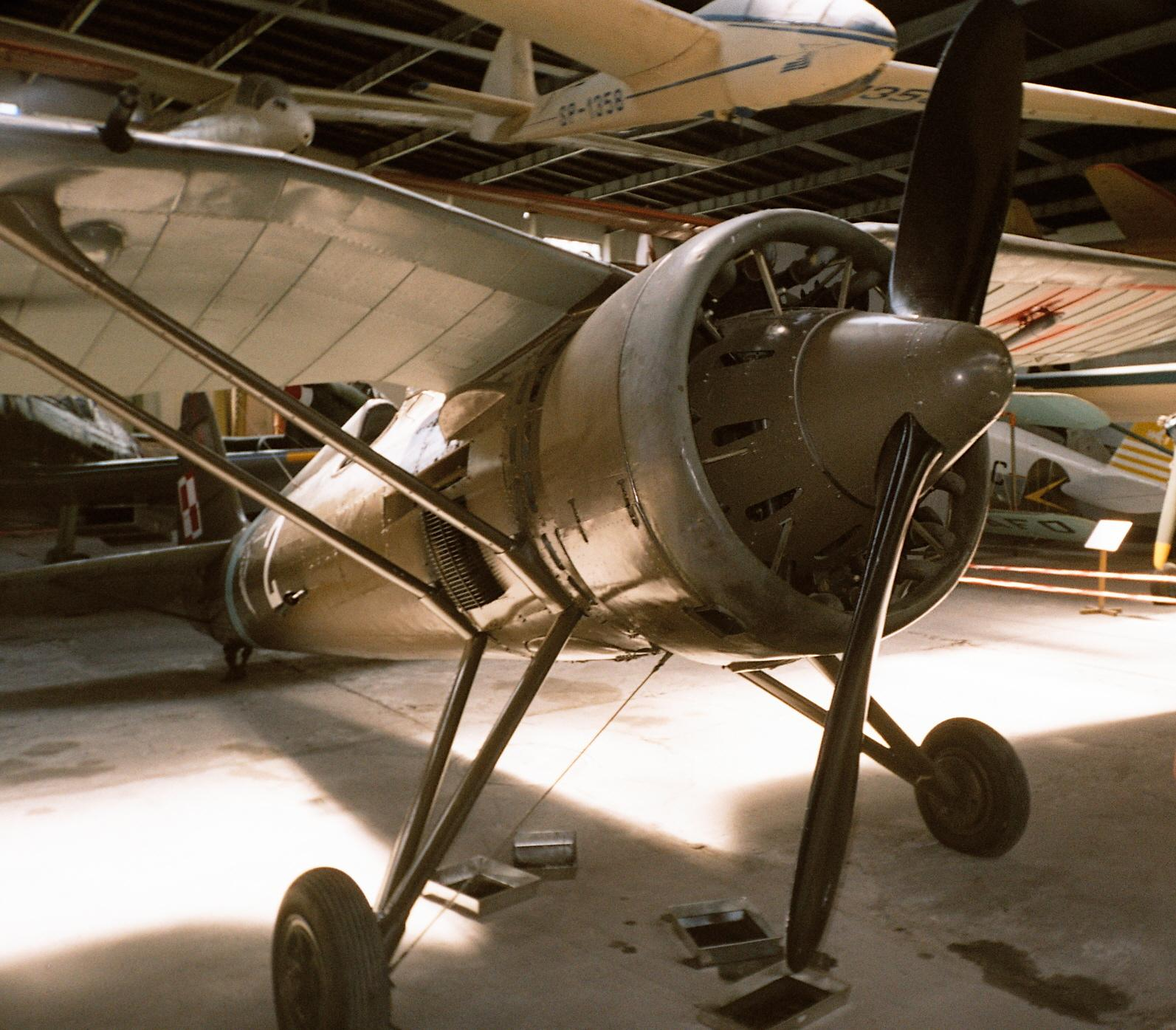
PZL P.11c (duży hangar)

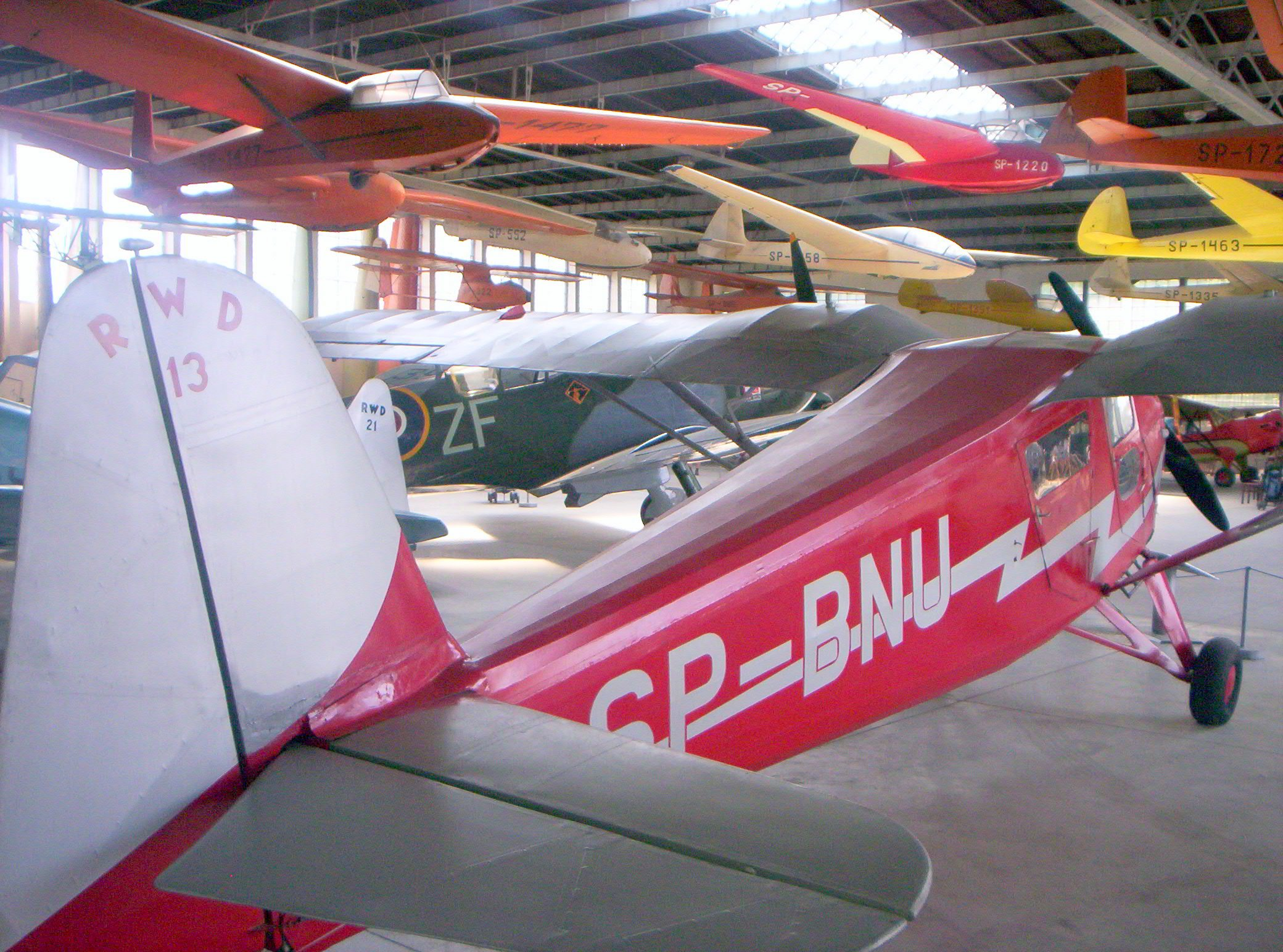
RWD-13 (duży hangar)

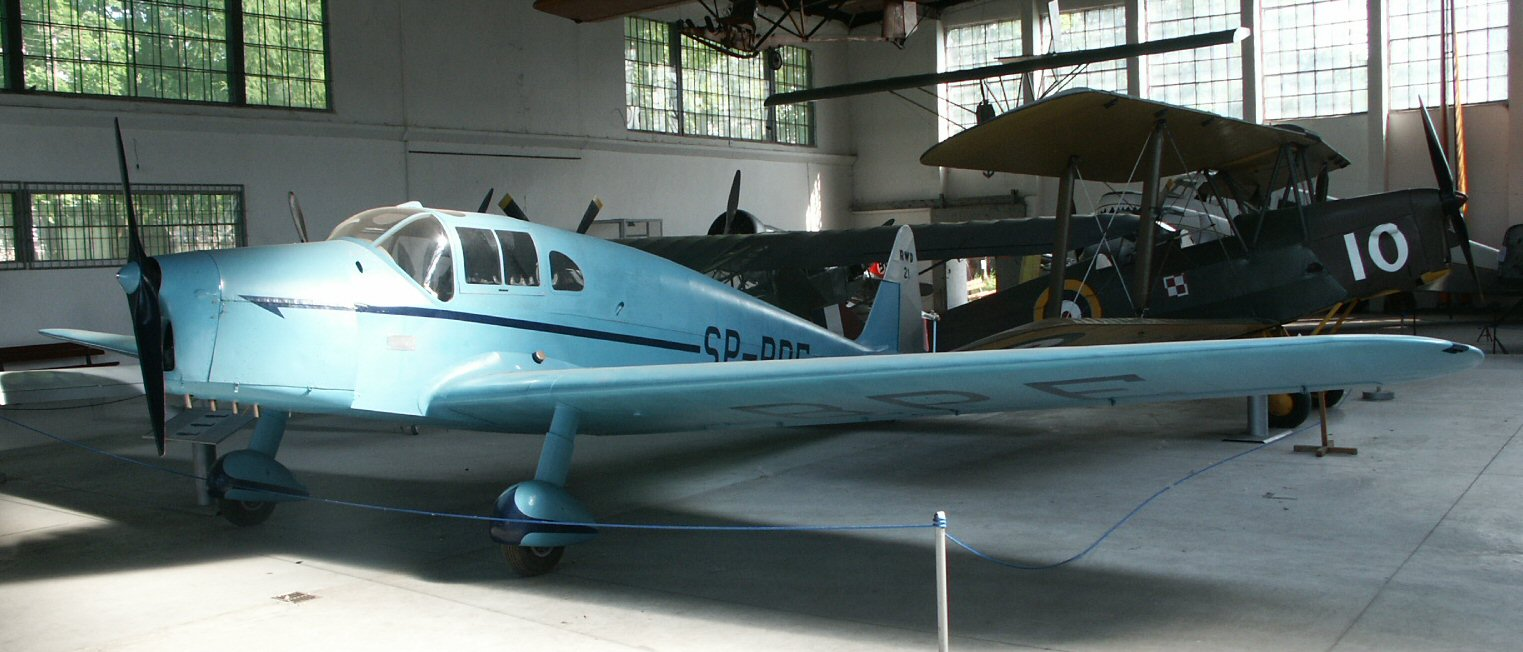
RWD-21 (duży hangar)

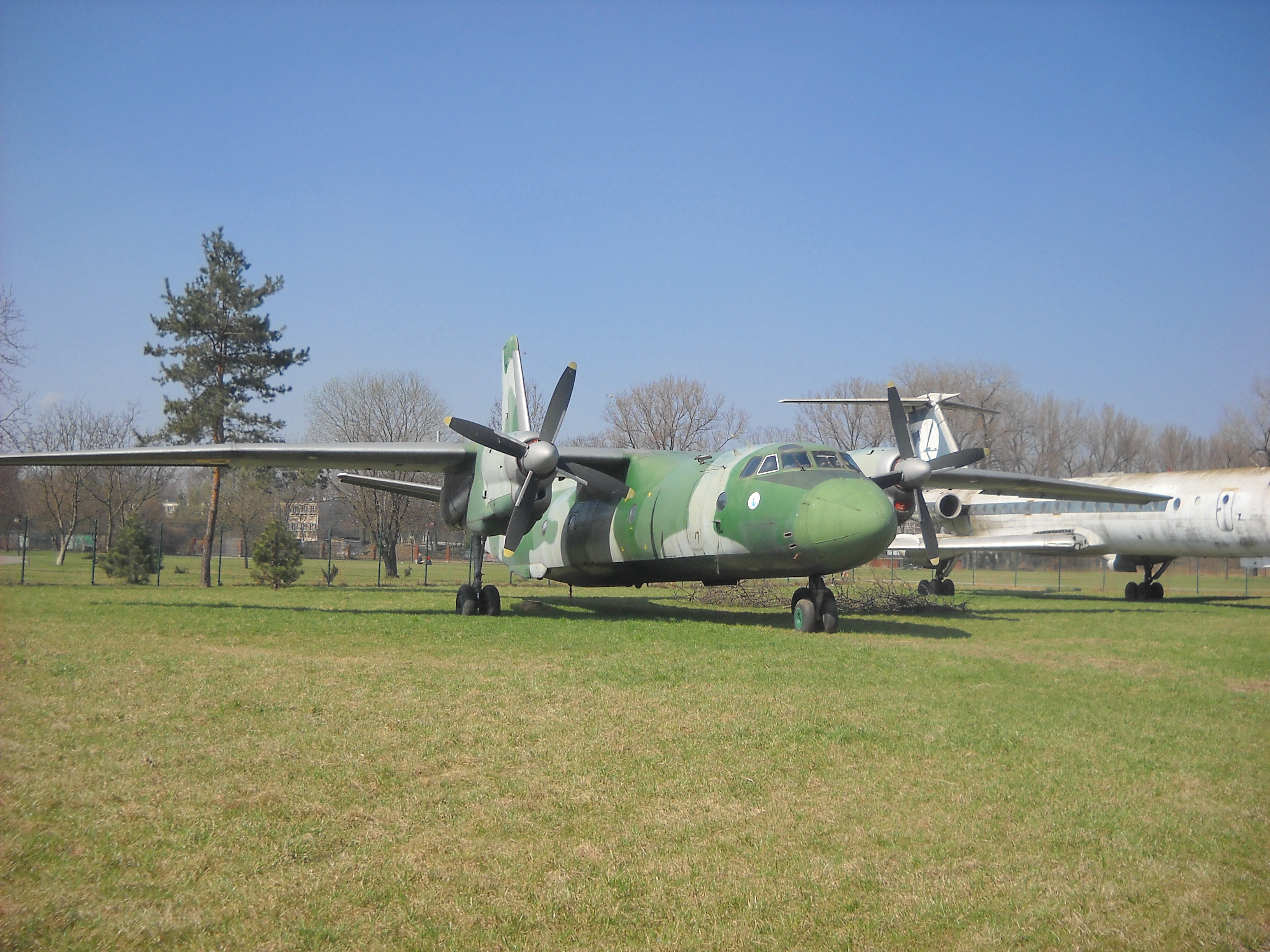
An-26 (ekspozycja plenerowa)

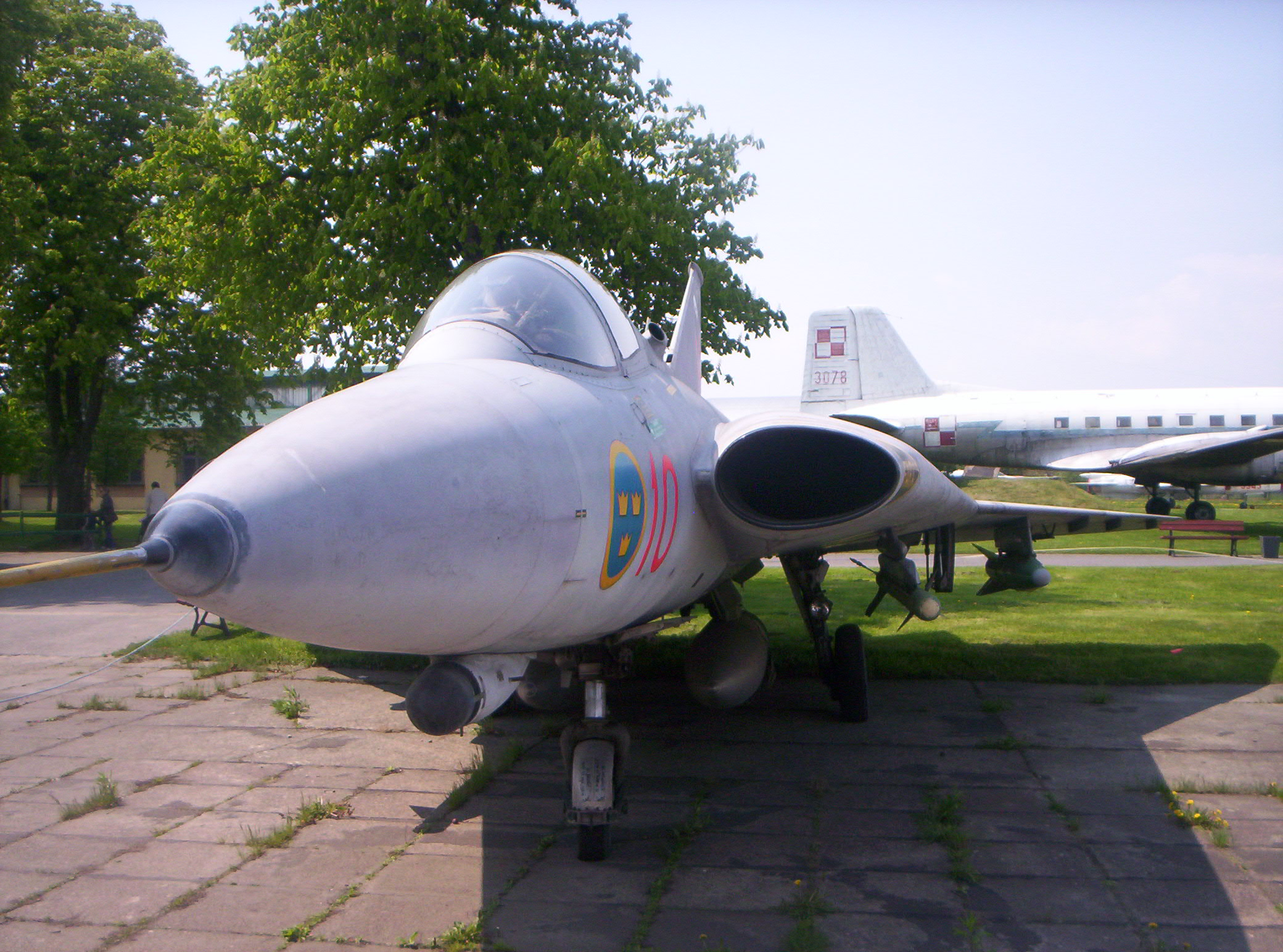
SAAB J 35J Draken (ekspozycja plenerowa)

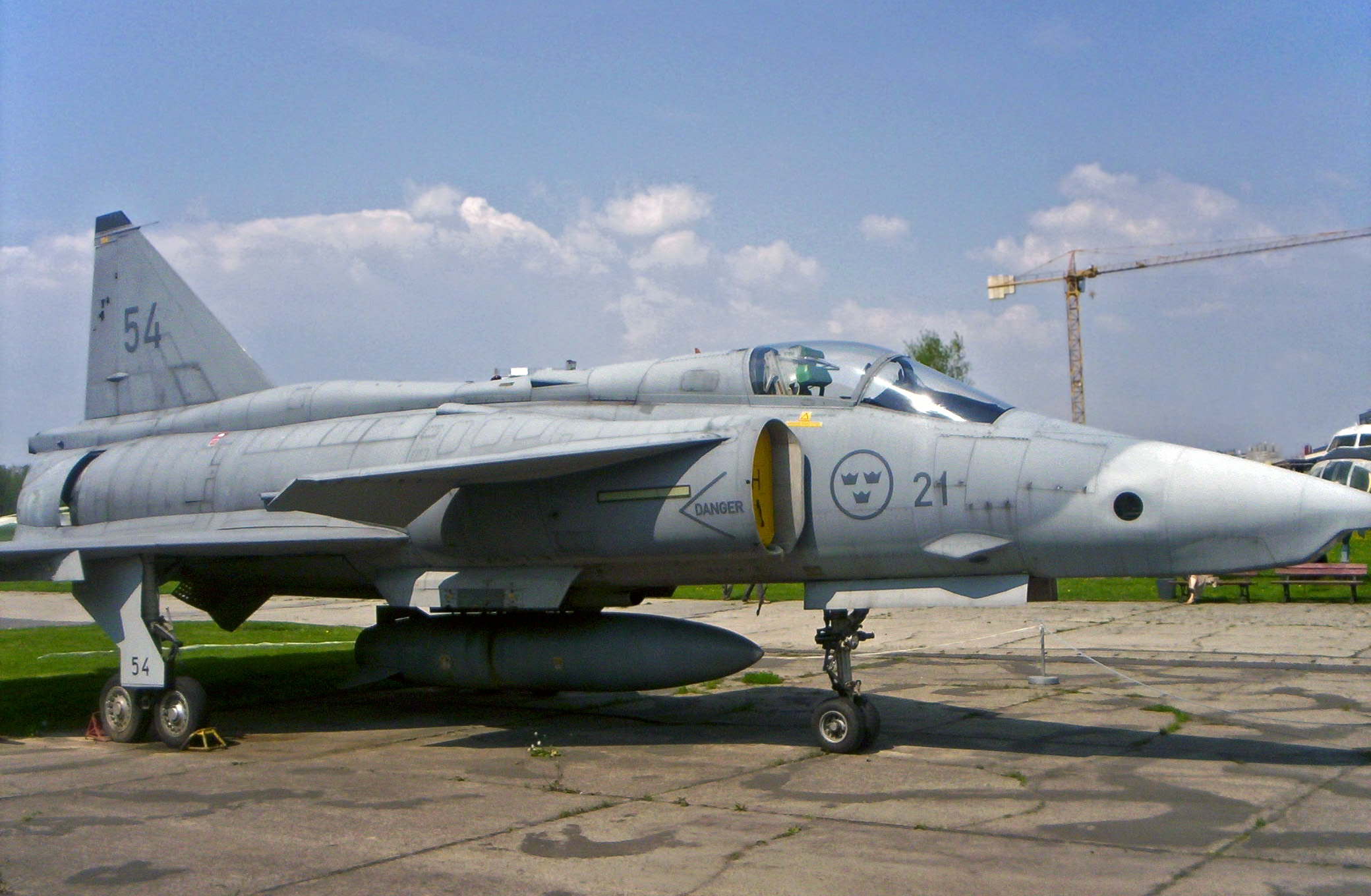
SAAB AJSF 37 Viggen (ekspozycja plenerowa)

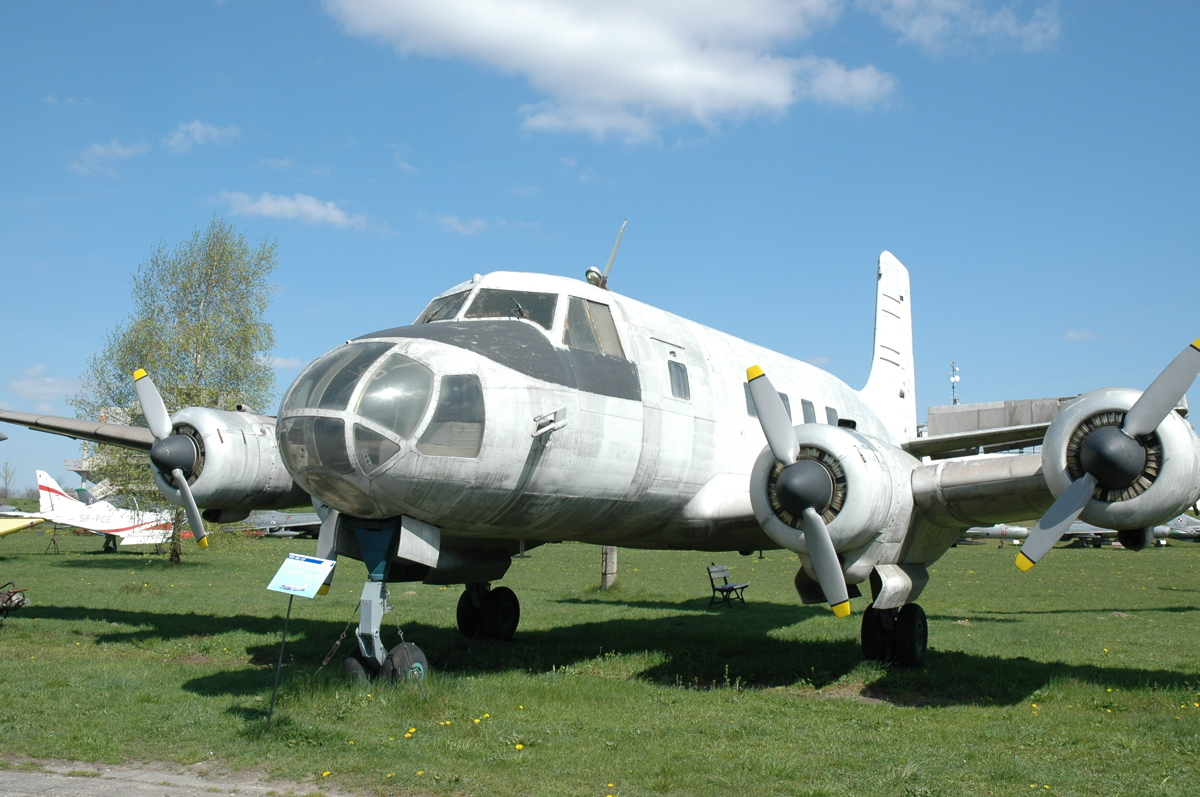
WSK MD-12F (ekspozycja plenerowa)

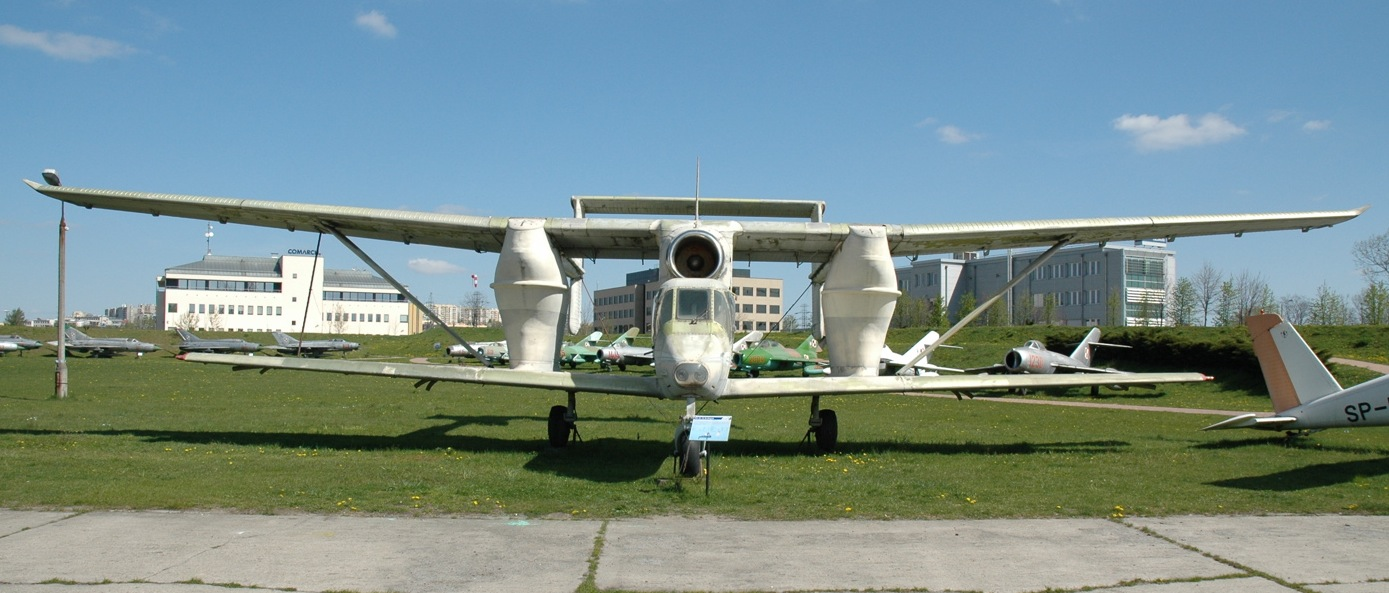
WSK-Mielec M-15 (Belphegor) (ekspozycja plenerowa)

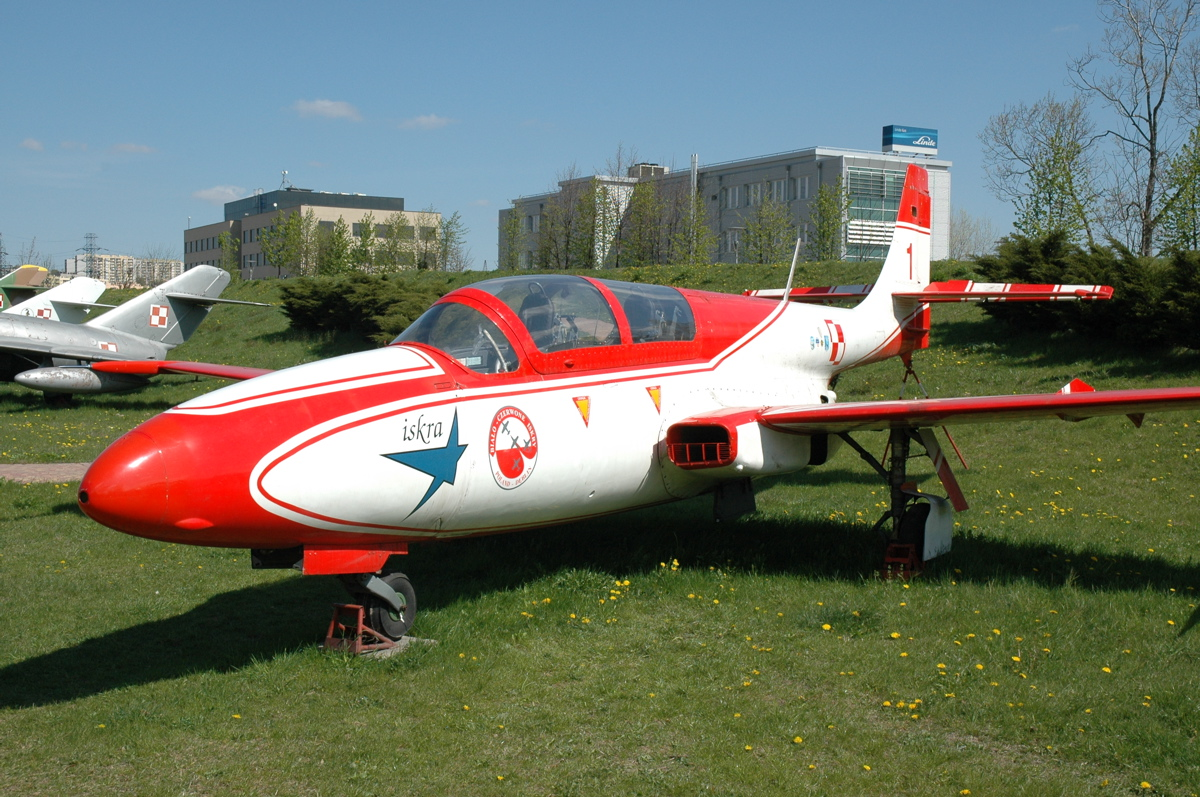
TS-11 Iskra (ekspozycja plenerowa)

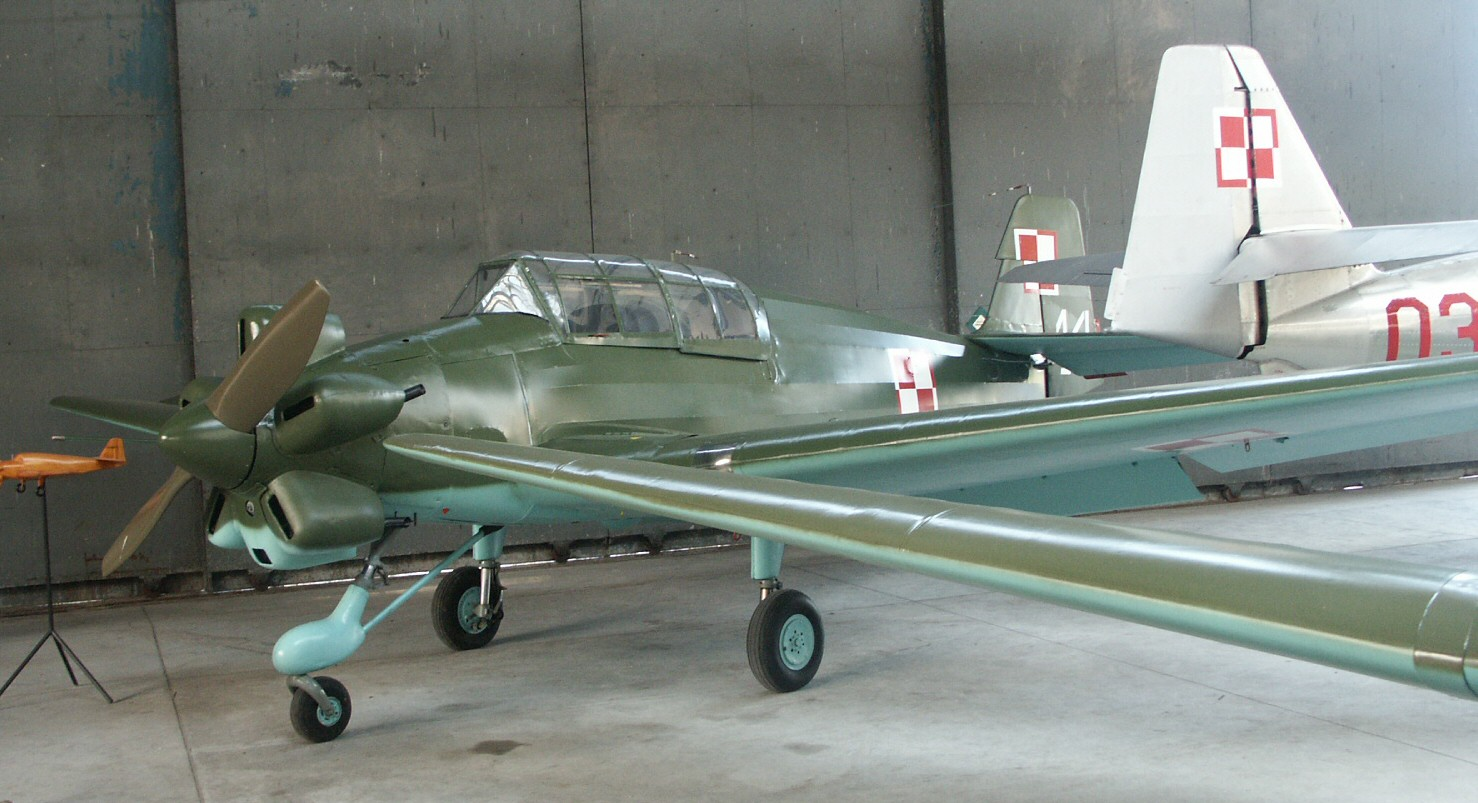
WSK TS-9 Junak 3 (duży hangar)

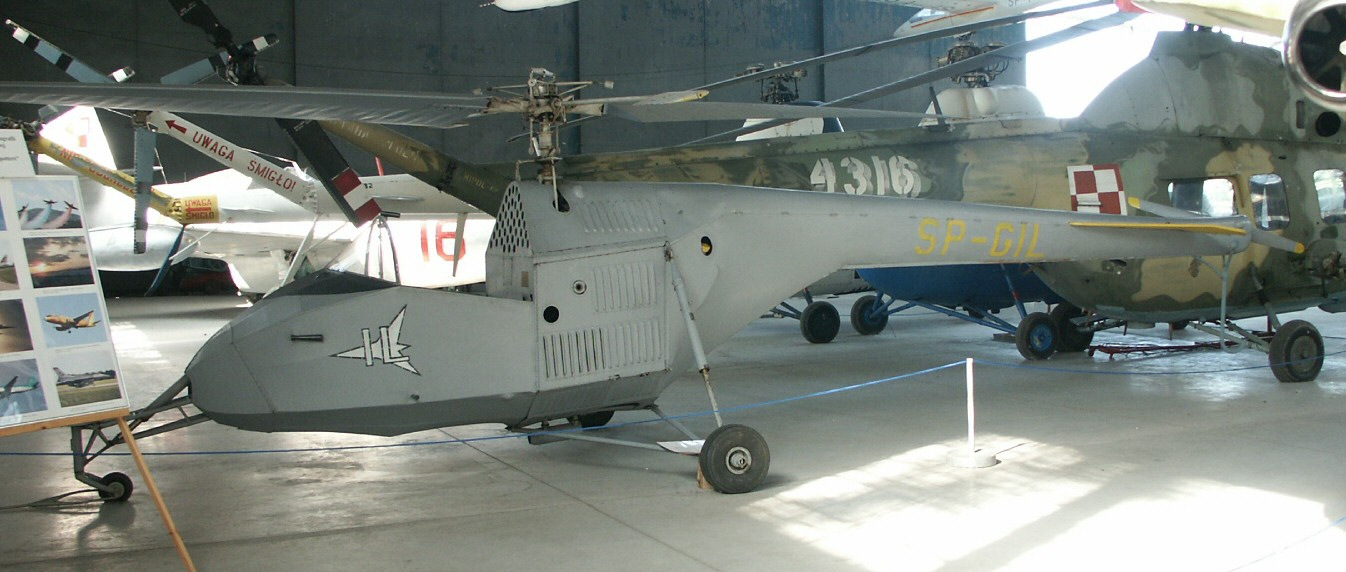
BŻ-1 GIL (SP-GIL) (duży hangar)

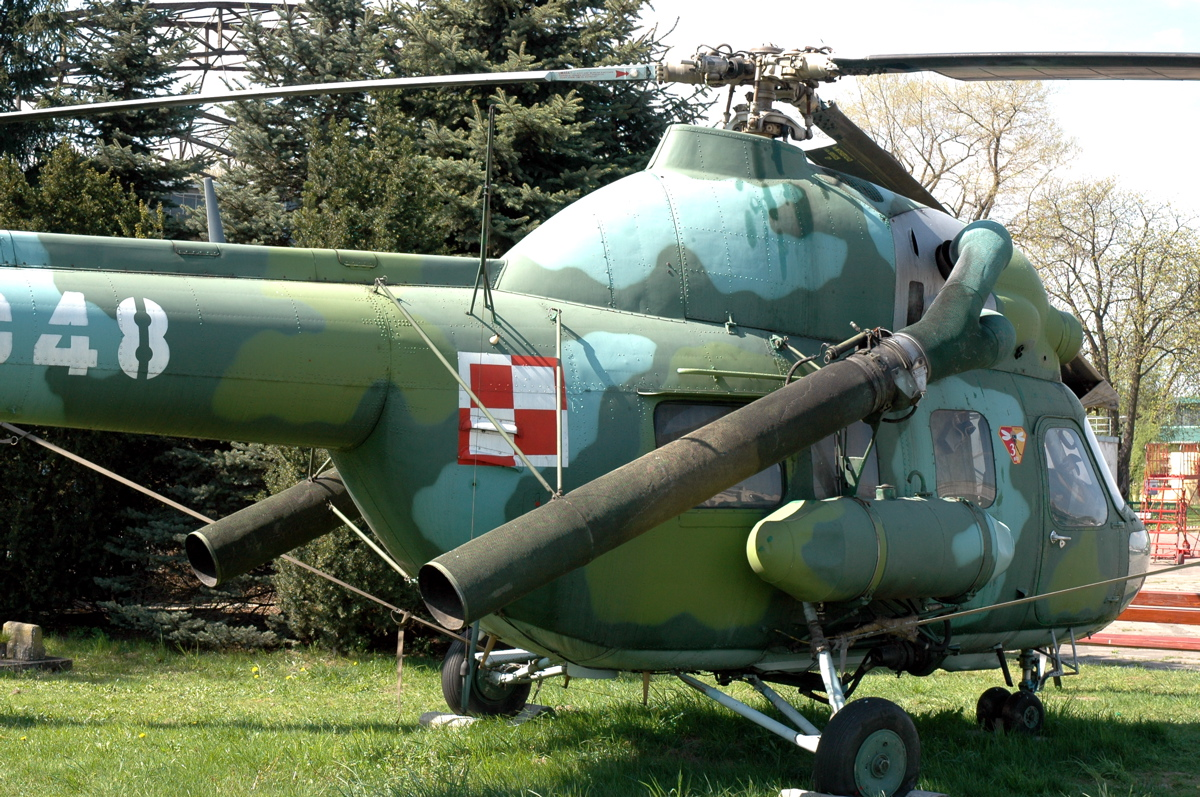
WSK Mi-2Ch (ekspozycja plenerowa)

Plan muzeum

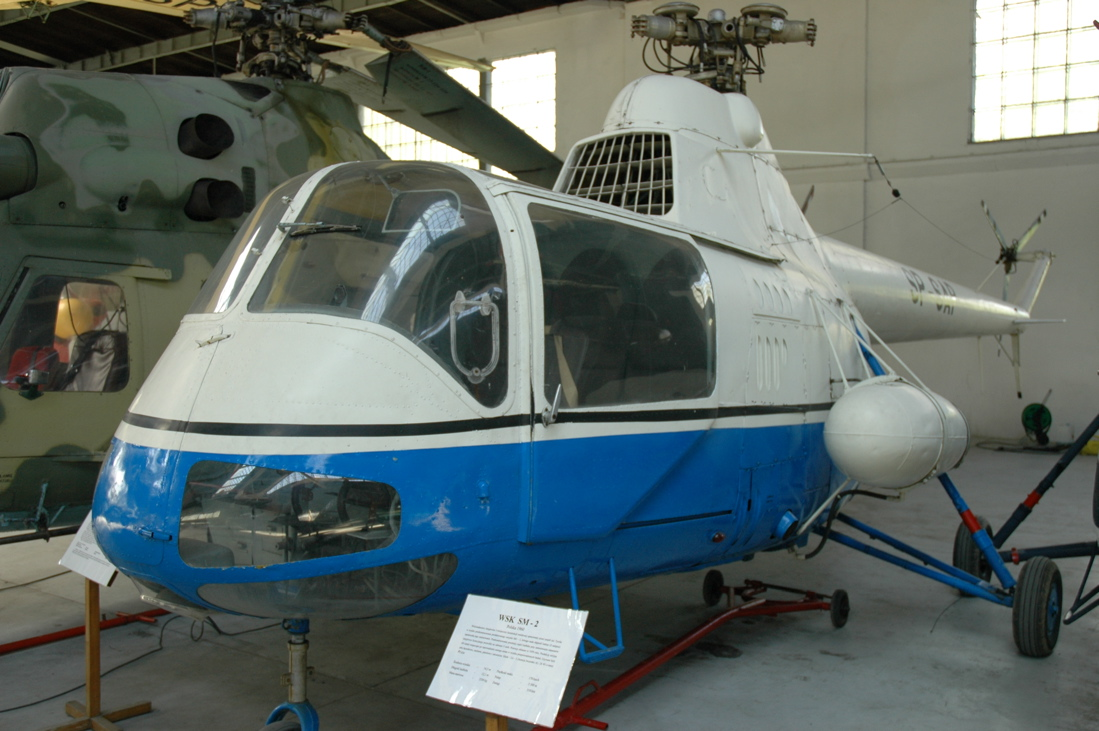
WSK SM-2 (duży hangar)

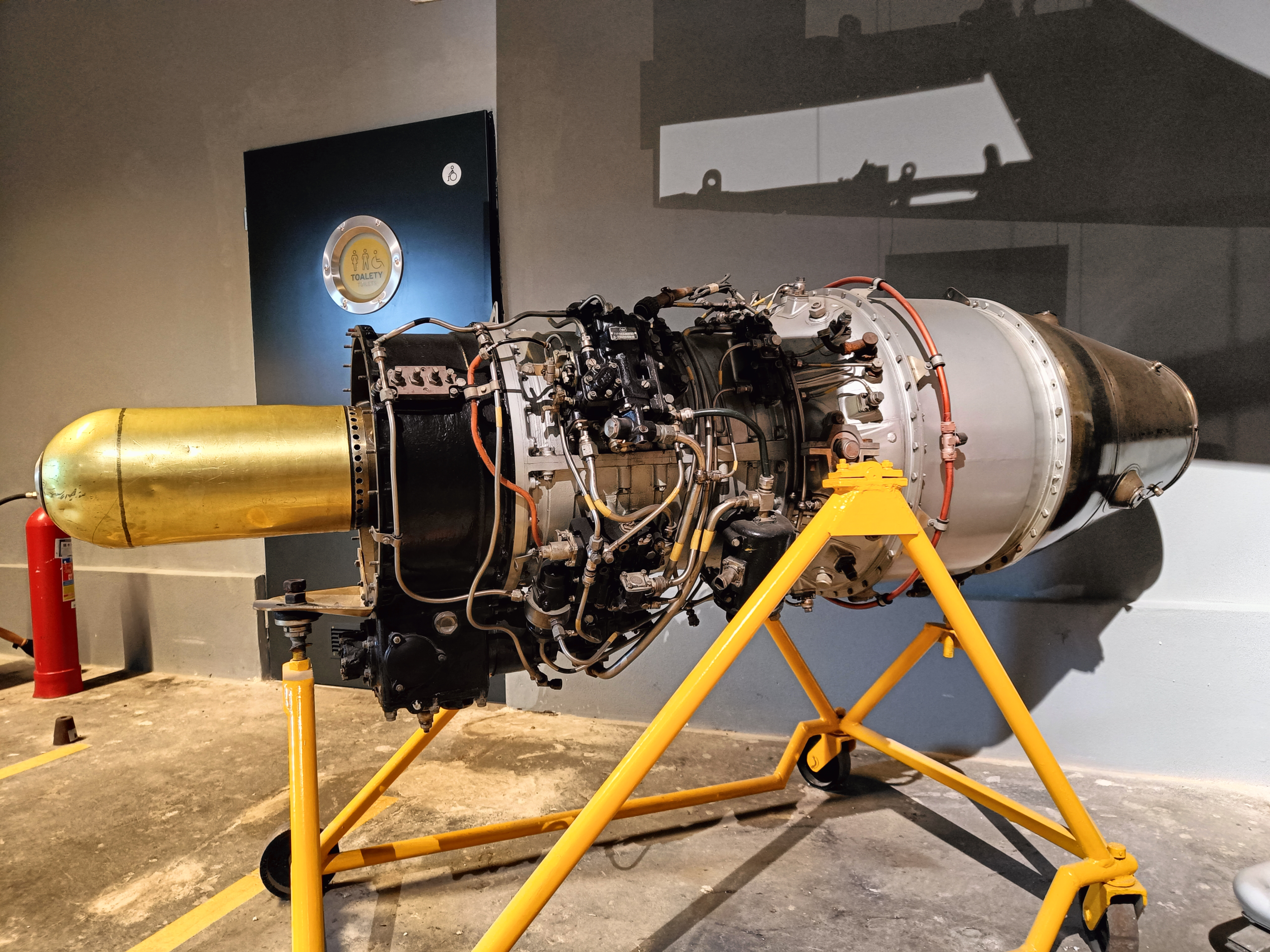
silnik turboodrzutowy SO-1 (silnikownia)

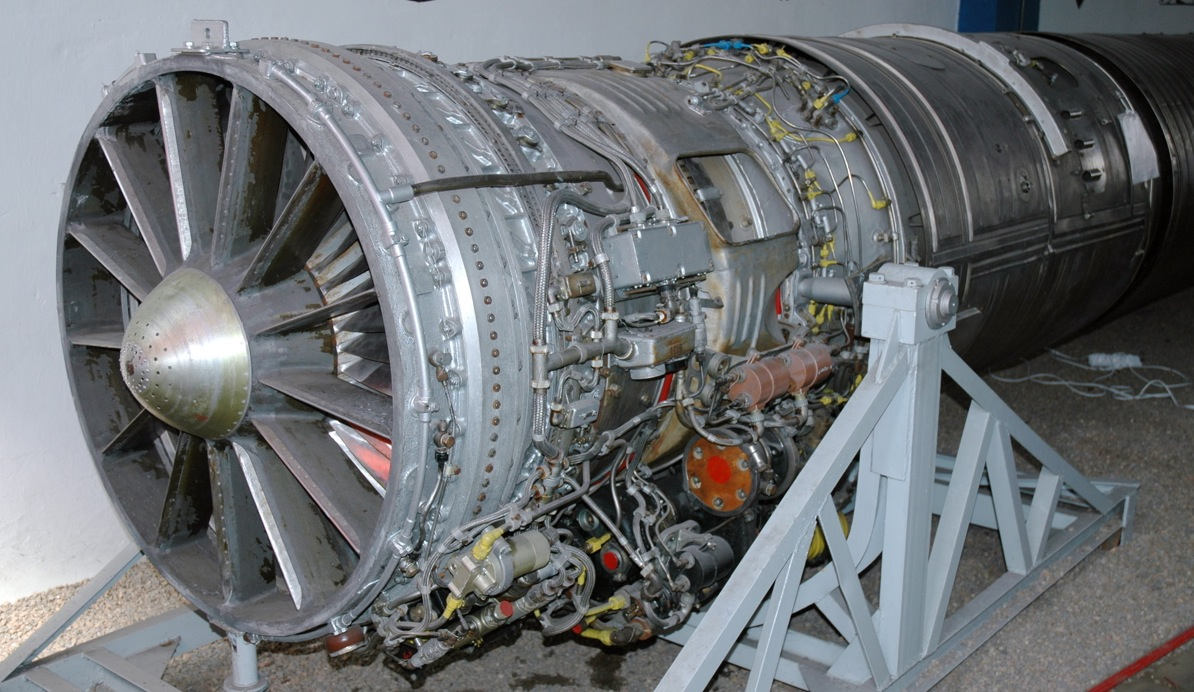
silnik turboodrzutowy Lyulka AL-7F (silnikownia)

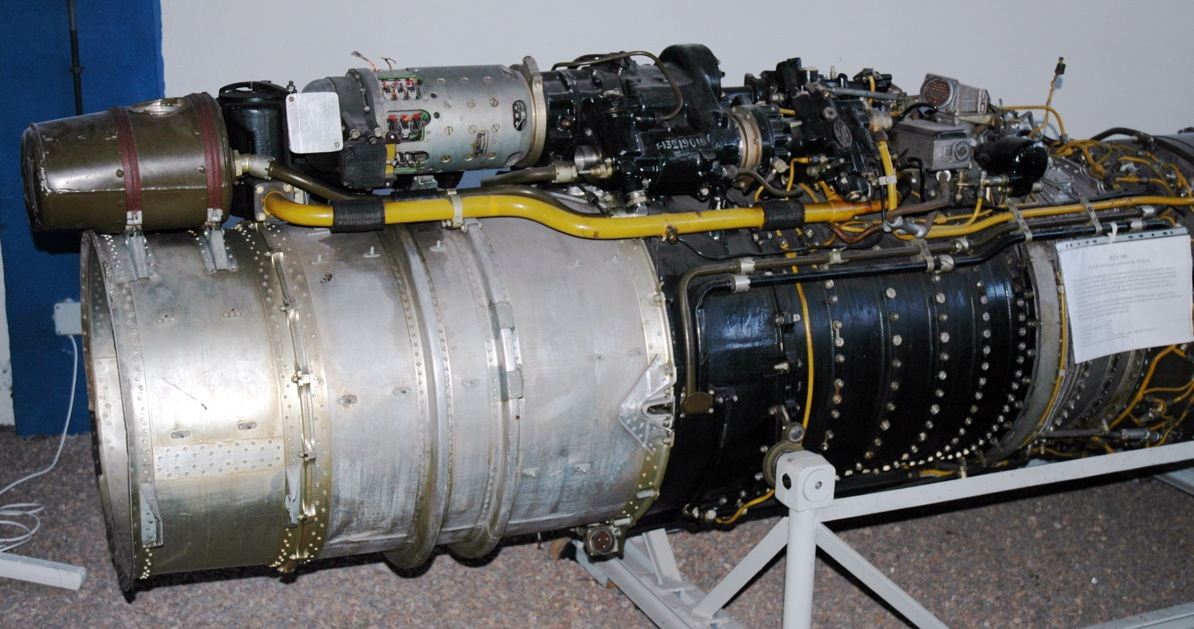
silnik Tumański RD-9B (silnikownia)

Muzeum Lotnictwa Polskiego – muzeum w Krakowie zlokalizowane na terenach dawnego lotniska Rakowice-Czyżyny, gromadzące eksponaty związane z historią rozwoju lotnictwa. Liczba eksponowanych obecnie statków powietrznych przekracza 200. Muzeum wydaje własne publikacje, organizuje imprezy o charakterze edukacyjnym. Jest też uczestnikiem i organizatorem konferencji poświęconych historii lotnictwa i muzealnictwu. Posiada również bibliotekę z ponad 30 tysiącami pozycji. Znalazło się na ósmym miejscu listy najlepszych muzeów lotnictwa na świecie w rankingu telewizji CNN. Na terenie muzeum znajduje się baza Sekcji Lotnictwa Komendy Wojewódzkiej Policji w Krakowie, w której stacjonuje śmigłowiec PZL W-3 Sokół.

## Historia

### Lotnisko Kraków-Rakowice-Czyżyny
Muzeum Lotnictwa Polskiego funkcjonuje na terenach dawnego lotniska Rakowice-Czyżyny (jednego z najstarszych lotnisk wojskowych na świecie). Lotnisko to powstało w 1912 roku w związku z rozwojem lotnictwa Austro-Węgier. W 1917 roku stało się jednym z punktów etapowych pierwszej w Europie regularnej pocztowej linii lotniczej łączącej Wiedeń z Kijowem i Odessą. Początkowo zajmowało obszar 55 ha i zawierało bazę oddziału lotniczego. Po odzyskaniu niepodległości i przejęciu obiektów lotniska przez polskie władze wojskowe zorganizowano pierwszą polską jednostkę bojową tzw. Eskadryllę Lotniczą (później 1 Eskadra). Następnie bazę rozbudowano tworząc warsztaty remontowo-produkcyjne, Niższą Szkołę Pilotów i kolejne eskadry. W 1921 roku powstał w oparciu o istniejące zaplecze techniczne 2 Pułk Lotniczy. W połowie lat 20. polskie władze wojskowe podjęły decyzję o rozbudowie lotniska. 18 lipca 1923 roku otwarto Cywilną Stację Lotniczą Kraków, czego efektem było powstanie drugiego co do wielkości lotniska w Polsce. W 1938 roku uruchomiono linię międzynarodową Warszawa–Kraków–Budapeszt. W czasie II wojny światowej lotnisko przejęli Niemcy, po wojnie straciło swoje znaczenie ze względu na rozwój urbanistyczny okolicznych terenów. W 1963 roku zostało zlikwidowane. W 2006 roku wpisano zespół obiektów lotniska do rejestru zabytków pod numerem A-1106.
Lotnisko znajduje się w wykazie lądowisk cywilnych jako lądowisko samolotowe.

### Powstanie muzeum
Organizacja Muzeum rozpoczęła się w 1963 roku, dla pomieszczenia rosnącego zbioru statków powietrznych magazynowanych w kraju, którego rdzeń stanowiły eksponaty przejętej w 1945 roku poniemieckiej kolekcji. W tym celu 23 marca 1963 Minister Obrony Narodowej przekazał Aeroklubowi PRL tereny i budynki dawnego wojskowego Rakowice-Czyżyny, w tym hangar. Pierwotnie muzeum funkcjonowało jako Ośrodek Ekspozycji Sprzętu Lotniczego przy Aeroklubie Krakowskim, a działalność muzeum zapoczątkowała Wystawa Lotnicza na przełomie sierpnia i września 1964 roku. 1 lipca 1965 muzeum przeorganizowano jako Ośrodek Ekspozycji Lotniczej APRL w Krakowie. 1 stycznia 1967 r. muzeum zostało przejęte przez Naczelną Organizację Techniczną i przemianowane na Muzeum Lotnictwa w Krakowie. Od 1 stycznia 1971 muzeum nosiło nazwę Muzeum Lotnictwa i Astronautyki w Krakowie. Wówczas też muzeum zostało przejęte przez Ministerstwo Komunikacji i nadano mu statut i osobowość prawną. Nazwę tę Muzeum nosiło do lat 90. Pierwszym (1967–1983) dyrektorem Muzeum był Marian Markowski. Po nim placówką kierowali Wacław Kiściński (1983–1988), Michał Mietelski (1988–1989) i Krzysztof Radwan (1989–2020). Od grudnia 2020 do sierpnia 2021 roku p.o. dyrektora był Tomasz Krzaczyński. Od sierpnia 2021 dyrektorem jest Tomasz Kosecki.

### Lotniczy Park Kulturowy
W celu stworzenia odpowiedniego otoczenia parkowego, muzeum było inwestorem przedsięwzięcia o nazwie „Lotniczy Park Kulturowy”, którego projekt wykonano w Instytucie Architektury Krajobrazu Politechniki Krakowskiej pod kierunkiem Marii Łuczyńskiej-Bruzdy.

### Nowy budynek muzeum
Obok starego budynku biurowego (dawnej kancelarii lotniska zbudowanej przez Niemców w czasie II wojny światowej) powstał (otwarcie nastąpiło 18 września 2010 roku) nowy trzykondygnacyjny budynek, o powierzchni 4000 m² z lotu ptaka przypominający śmigło. Każde jego skrzydło pełni inną funkcję. Do ekspozycji obiektów muzealnych przeznaczone są dwa z nich. W trzeciej części zlokalizowane są m.in. biblioteka, biura, sale kinowa i konferencyjna. Inwestycja została sfinansowana ze środków samorządu województwa małopolskiego oraz środków unijnych i kosztowała około 45,8 mln zł. W lutym 2008 roku swoje wsparcie dla tej inicjatywy w kwocie 60 tys. dolarów zapowiedział amerykański koncern lotniczy Boeing. 19 maja 2008 roku odbyło się uroczyste poświęcenie i wmurowanie aktu erekcyjnego. Budynek został zaprojektowany przez zespół architektów w składzie: Justus Pysall, Peter Ruge i Bartłomiej Kisielewski. Poświęcenia dokonał metropolita krakowski Stanisław Dziwisz. Obecni byli m.in. marszałek województwa małopolskiego Marek Nawara, senator RP Janusz Sepioł, dyrektorzy departamentów Urzędu Marszałkowskiego Województwa Małopolskiego.

### Heksagon
Wiosną 2023 roku rozpoczęła się realizacja nowego hangaru ekspozycyjnego o nazwie „Heksagon” w miejscu zburzonego podczas II wojny światowej. Będzie się w nim mieścić wystawa „Z wiatrem i pod wiatr – lotnictwo cywilne”.

## Status prawny i struktura organizacyjna muzeum
Muzeum działa w oparciu o ustawę o muzeach, ustawę o organizowaniu i prowadzeniu działalności kulturalnej oraz własny statut i podlega urzędowi marszałkowskiemu województwa małopolskiego. Zgodnie ze statutem muzeum jest samorządową instytucją kultury wyodrębnioną pod względem prawnym i ekonomiczno-finansowym, której organizatorem jest województwo małopolskie. Województwo zapewnia środki potrzebne do utrzymania i rozwoju muzeum.
W Muzeum Lotnictwa Polskiego istnieją następujące jednostki organizacyjne:
1. Dyrekcja Muzeum Lotnictwa Polskiego
2. Dział Inwentaryzacji Muzealiów (DIM)
3. Dział Upowszechniania Muzealiów (DUM)
4. Dział Konserwacji Muzealiów (DKM)
5. Dział Administracji (DA)
6. Biblioteka Naukowa i Archiwum (BNiA), funkcjonująca na prawach działu
7. Dział Finansowy (DF)
8. Stanowisko ds. Sekretariatu (SEK)

Nadzór nad muzeum w sposób ogólny sprawuje Minister Kultury i Dziedzictwa Narodowego, a w sposób bezpośredni – organizator. Przy muzeum działa trzynastoosobowa rada muzeum, której członków powołuje i odwołuje zarząd województwa małopolskiego. Wewnętrzne zasady pracy muzeum są określone w Regulaminie Organizacyjnym.

## Pochodzenie eksponatów
Większość eksponatów stanowią przekazane do muzeum egzemplarze wycofane z użytku przez wojsko lub władze państwowe. Część eksponatów trafiła do muzeum dzięki wymianie z innymi muzeami na świecie.
- Muzeum jest w posiadaniu 25 samolotów pochodzących z kolekcji Hermanna Göringa, która przed wojną znajdowała się w berlińskich Deutsche Luftfahrt Sammlung (Niemieckich Zbiorach Lotniczych) i po wojnie została przejęta przez Polskę jako mienie porzucone przez Niemców w Kuźnicy Czarnkowskiej (znajdującej się przed wojną na terenie Niemiec). Eksponaty te początkowo jedynie magazynowano oraz uzupełniano o dalsze, głównie powojenne konstrukcje polskie, z przeznaczeniem dla przyszłego Muzeum Komunikacji[7]. W latach 40. magazynowano je w Okręgowej Składnicy Lotniczej w Gądkach, w latach 50. przeniesiono je do parowozowni w Pilawie (razem z zabytkowym taborem kolejowym), a następnie do pawilonów po Wystawie Ziem Odzyskanych we Wrocławiu (przekazując jednocześnie Muzeum Techniki NOT)[7]. W 1959 roku otwarto Centralną Wystawę Lotniczą na lotnisku w Pilczycach pod Wrocławiem, po raz pierwszy publicznie prezentując część zbiorów[7]. Wreszcie w 1963 roku zostały ostatecznie przeniesione do Krakowa. Obecnie stanowią one obok tzw. Berlinki przedmiot niemieckich roszczeń wobec Polski[21][22][23]. Należący do kolekcji brytyjski samolot De Havilland DH 9a z 1918 r., dar indyjskiego księcia Hajdarabadu dla brytyjskiego lotnictwa wojskowego, został zamieniony w latach 70. w Wielkiej Brytanii na myśliwiec Spitfire LF Mk XVIE z okresu II wojny światowej[24][25].
- Dowództwo Sił Powietrznych Szwecji przekazało do zbiorów muzeum samolot AJSF 37 Viggen o numerze fabrycznym 37954. 29 listopada 2005 roku maszyna przyleciała bezpośrednio ze swojej bazy w Luleå w Szwecji i wylądowała na krakowskim lotnisku Balice skąd ulicami miasta przetransportowano ją do muzeum[26]. Egzemplarz ten latał już nad Polską w 2002 roku podczas ćwiczeń Strong Resolve 2002 i był jednym z pięciu rozpoznawczych Viggenów bazujących w 33 Bazie Lotnictwa Transportowego w Powidzu w składzie SwAFRAP (Swedish Air Force Rapid Reaction Unit).
- Eksponowany w hangarze Curtiss Export Hawk II (D-IRIK) to jeden z dwóch samolotów zakupionych przez Hermanna Göringa dla niemieckiego asa lotnictwa Ernsta Udeta, by zachęcić go do wstąpienia do NSDAP w 1933 roku[27]. Samolot ten był wykorzystany do pokazów z okazji Letnich Igrzysk Olimpijskich 1936 roku w Berlinie.
- Będący w ekspozycji muzeum TS-11 Iskra 1H 0730 w barwach Reprezentacyjnego Zespołu Akrobacyjnego Sił Powietrznych RP „Biało-Czerwone Iskry” to tzw. „Czerwona 1” pilotowana wcześniej przez dowódcę zespołu ppłk pil. Jerzego Lenia. Została ona przekazana decyzją MON do zbiorów muzeum po wylataniu resursu.
- Znajdujący się w zbiorach muzeum jedyny ocalały na świecie P.11c w czasie kampanii wrześniowej brał udział w walkach. Pilotował go ppor. Wacław Król. 1 września zestrzelił wspólnie z kpr. Pawłem Kowalą samolot rozpoznawczy Hs 126, a 5 września wraz z kpr. Piotrem Zaniewskim zestrzelił He 111. Nie zostało to uwzględnione przez komisję Bajana, jednak znalazło potwierdzenie w danych Luftwaffe[28].
- Amerykański Northrop F-5E Tiger II z ekspozycji plenerowej jest zdobyczą wojenną z okresu wojny wietnamskiej. Maszyny te były eksportowane przez Stany Zjednoczone do wielu krajów m.in. do Wietnamu Południowego. Część z nich została przejęta przez siły Wietnamu Północnego i przez nie wykorzystywana. Jedna z takich maszyn została przekazana Instytutowi Lotnictwa do opracowania dokumentacji technicznej dla przezbrojenia samolotu w działka produkcji radzieckiej. Dokumentacja nie została opracowana, zaś samolot ostatecznie trafił do muzeum[29].

## Pomniki i odznaczenia związane z muzeum
Na terenie należącym do muzeum znajduje się sześć pomników:
- Pomnik Lotników – ufundowany w roku 1970 przez społeczeństwo Krakowa ku czci Lotników walczących na frontach II wojny światowej, usytuowany obok hangaru, otoczony zielenią. Pomnik ma formę głazu na którym widnieje tablica z napisem: „1939 1945/ CHWAŁA/ POLSKIM LOTNIKOM/ UCZESTNIKOM BOHATERSKICH/ WALK Z NAJEŹDŹCĄ HITLEROWSKIM/ W 25 ROCZNICĘ ZWYCIĘSTWA/ NAD FASZYZMEM/ SPOŁECZEŃSTWO MIASTA KRAKOWA”[30].
- Tablica upamiętniająca lotnicze wsparcie dla okupowanej Polski, usytuowana nieopodal dużego hangaru. Upamiętnia ona wsparcie lotnicze niesione przez lotników polskich, angielskich, kanadyjskich, nowozelandzkich, australijskich, południowoafrykańskich i amerykańskich. Na tablicy wymienione są jednostki prowadzące w latach 1941-1944 zrzuty lotnicze z pomocą dla walczącej Polski[31].
- Tablica upamiętniająca 80. rocznicę powstania lotnictwa polskiego powstała wspólnym staraniem Muzeum Lotnictwa Polskiego i Krakowskiego Klubu Seniorów Lotnictwa. Tablica usytuowana jest na terenie Muzeum Lotnictwa, w miejscu pamięci urządzonym w granicy posesji nieopodal dużego hangaru. Poświęcona jest zdobywcy Lotniska Rakowice-Czyżyny w październiku 1918 roku – komendantowi płk. pil. Romanowi Florerowi oraz Ernestowi Cieślewskiemu i innym dowódcom, personelowi latającemu, technicznemu i obsłudze naziemnej 2. Pułku Lotniczego (1921-1939) oraz 308 Dywizjonu Myśliwskiego Krakowskiego (1940-1946)[32].
- Tablica upamiętniająca kpt. pil. Mieczysława Medweckiego i ppor. pil. Władysława Gnysia – pilotów myśliwskich 2 Pułku Lotniczego, uczestników pierwszych walk lotniczych w Wojnie Obronnej 1939 roku[33].
- Tablica upamiętniająca płk. pil. Jerzego Kossowskiego, twórcę polskiego lotnictwa myśliwskiego[34].
- Tablica upamiętniająca lotników wojskowych, którzy zginęli w katastrofie samolotu CASA-295M w Mirosławcu 23 stycznia 2008 roku[35].

W pobliżu muzeum w Parku Lotników Polskich znajdują się pomnik lotników polskich poległych na wszystkich frontach II wojny światowej autorstwa Bronisława Chromego a także głaz z inskrypcją „Chwała lotnikom” z 1970 roku.
Muzeum nadaje również własne odznaczenie – Medal Wdzięczności Muzeum „Summa Cum Laude”. Otrzymali go m.in. Ryszard Kaczorowski i inż. Jerzy Płoszajski.

## Projekty muzealne i imprezy

### Małopolski Piknik Lotniczy
W latach 2004–2019 Muzeum organizowało na swoim terenie pokazy lotnicze pod nazwą Małopolski Piknik Lotniczy. Odbyło się 15 edycji tej imprezy. W 2003 roku na potrzeby lotnicze muzeum ustanowiono ponownie czynne lądowisko na zachodnim fragmencie dawnej betonowej drogi startowej (obecnie przedzielonej ulicą; wschodnia część leży na terenie osiedla mieszkaniowego, mniej więcej w zachowanym stanie). Droga startowa jest czynna na kierunku 26 i posiada betonową nawierzchnię o wymiarach 720 × 60 m. Mogą z niej korzystać lekkie samoloty do 7500 kg i śmigłowce.

### Projekt muzealny „NATO 1949–2009”
Z okazji przypadającej na rok 2009 sześćdziesiątej rocznicy podpisania Traktatu Północnoatlantyckiego (4 kwietnia 1949 roku), a także dziesiątej rocznicy przystąpienia Polski do NATO (12 marca 1999 roku), Muzeum podjęło się realizacji projektu muzealnego, którego głównym celem było stworzenie stałej ekspozycji statków powietrznych w barwach państw członkowskich Sojuszu. Pierwszym eksponatem tej kolekcji jest MiG-29 w barwach polskich, o numerze taktycznym 4115. W ramach wymiany, w zamian za śmigłowiec Mi-2, muzeum otrzymało też Mirage 5 BA o numerze taktycznym BA-03 od Królewskiego Muzeum Sił Zbrojnych w Brukseli. W dniu 19 listopada 2008 r. do Muzeum dotarł kolejny eksponat, ponaddźwiękowy samolot myśliwski Lockheed F-104 Starfighter S/ASA-M, przekazany nieodpłatnie przez Aeronautica Militare Italiana (Włoskie Siły Powietrzne). Samolot był jednym z ostatnich Starfighterów w służbie, przybył z bazy lotniczej w Grazzanise koło Neapolu. Egzemplarz ten został wyprodukowany na licencji we Włoszech, jego numer taktyczny to RS-05, seryjny MM6876. Kolejne samoloty, które weszły w skład tej ekspozycji to Republic F-84F Thunderstreak (nr takt. FU-36), SEPECAT Jaguar GR.1 (nr. ser. XX730), Ling-Temco-Vought A-7P Corsair II (nr taktyczny 5502), BAe Harrier GR.3 (nr ser. XW919).

### Ekspozycja „Skrzydła Wielkiej Wojny”
W lipcu 2014 r., na stulecie wybuchu I wojny światowej w zmodernizowanym małym hangarze została otwarta ekspozycja „Skrzydła Wielkiej Wojny”, ukazująca w narracyjny i inscenizacyjny sposób działania lotnictwa w czasie I wojny światowej.

### Ekspozycja „Skrzydła i Ludzie XX wieku”
W marcu 2021 r. w zmodernizowanym Hangarze Głównym, garażach 2 Pułku Lotniczego i spadochroniarni została otwarta ekspozycja „Skrzydła i Ludzie XX wieku”, ukazująca w narracyjny sposób historię lotnictwa od początków XX do lat 90. XX wieku. W jej skład wchodzi wystawa w Hangarze Głównym, wystawy „Magazyny Historii”, „Metamuzeum” i „Silnikownia” w garażu 2 Pułku Lotniczego i wystawa archeologii lotnictwa w spadochroniarni.

## Działalność edukacyjna
Muzeum prowadzi lekcje muzealne na różne tematy, przeznaczone dla wszystkich grup wiekowych, zajęcia dla studentów uczelni technicznych i humanistycznych, projekcje filmów, prelekcje na temat wybranych statków powietrznych z cyklu „Spotkania przy samolocie” oraz warsztaty modelarskie.

## Lista eksponatów

### Samoloty
Lista samolotów znajdujących się w ekspozycji Muzeum Lotnictwa Polskiego:
| - AEG Wagner Eule - Aero Ae-145 - Aero L-29 Delfin - Aero L-60 Brigadyr - Albatros B.II - Albatros C.I - Albatros H-1 - Albatros L.101 - Antonow An-26 - Avia B.33 (lic. Ił-10) - Aviatik C.III - Blériot XI (replika) - Bücker Bü 131B Jungmann - Cessna A-37B Dragonfly - Cessna UC-78A Bobcat - Curtiss Export Hawk II - Dassault Mirage 5 - De Havilland 82A Tiger Moth II - De Havilland Vampire - DFW C.V – jedyny w świecie zachowany egzemplarz - EM-10 Bielik - Friedrich Etrich Taube - Farman IV (replika) - Fouga CM.170 Magister - Geest Moewe IV - Grigorowicz M-15 – jedyny w świecie zachowany egzemplarz - Halberstadt CL.II - Heinkel HE-5f - Ił-14S (VEB) - Ił-28R - Ił-28U - Jak-11 - Jak-12 - Jak-17UTI (Jak-17W) - Jak-18 - Jak-23 - Jak-40 - Levavasseur Antoinette - Let L-200A Morava - LFG Roland D.VI - Li-2 (lic. DC-3) - LTV A-7 Corsair II - LVG B.II - LWD Szpak 2 - LWD Szpak 4T - LWD Żuraw - cel latający MAK-30 - McDonnell Douglas F-4E-34-MC „Phantom” II - Messerschmitt Me 209 V4 - MiG-19 PM - MiG-21 F-13 - MiG-21 PF - MiG-21 PFM - MiG-21 MF - MiG-21 bis | - MiG-21 R - MiG-21 U - MiG-21 UM - MiG-21 US - MiG-23 MF - MiG-29 UB - North American T-6G Texan - Northrop F-5E Tiger II - skrzydło i części usterzenia samolotu P-39Q Airacobra - Piper L-4A Grasshopper - Po-2 LNB - PWS-26 (jedyny zachowany w świecie) - PZL M-15 (Belphegor) - PZL M20 Mewa - PZL M26 Iskierka (magazyn) - PZL M-4 Tarpan - PZL P.11c (jedyny zachowany w świecie) - PZL S-4 Kania 3 - PZL-104 Wilga 35 - PZL-105 Flaming - PZL-106A Kruk - PZL-130 Orlik - PZL-130 Orlik T - RWD-13 jedyny w Europie, a jeden z dwóch w świecie zachowanych egzemplarzy - RWD-21 - Saab J 35J Draken - SAAB AJSF 37 Viggen - Sopwith F.1 Camel - Stinson L-5 Sentinel (kadłub) - Su-20 - Su-22M4 - Su-22UM3 - Su-7 BKŁ - Su-7 BM - Su-7 UM - Supermarine Spitfire LF Mk XVIE - Tu-134A - Tu-2S - WSK Lim-1 - WSK Lim-2 - WSK Lim-5 - WSK Lim-6bis - WSK Lim-6M - WSK Lim-6MR - WSK MD-12F - WSK SBLim-2 - WSK SBLim-2A - WSK-Mielec M-15 (Belphegor) - WSK TS-11 Iskra bis B - WSK TS-8 Bies - WSK TS-9 Junak 3 - Zlín Z-26 Trenér - Samolot amatorski Kukułka - Zeppelin-Staaken R.VI (gondola silnikowa) |

### Szybowce
Lista szybowców znajdujących się w ekspozycji Muzeum Lotnictwa Polskiego:
- IS-1 Sęp bis
- IS-3 ABC
- IS-4 Jastrząb
- IS-A Salamandra
- IS-B Komar
- IS-C Żuraw
- PW-2 Gapa
- S-1 Swift
- SZD-10 bis Czapla
- SZD-12 Mucha 100
- SZD-15 Sroka
- SZD-17X Jaskółka L
- SZD-18 Czajka
- SZD-19-2A Zefir 2A
- SZD-21 Kobuz 3
- SZD-22 Mucha Standard
- SZD-25A Lis
- SZD-27 Kormoran
- SZD-30 Pirat
- SZD-43 Orion
- SZD-6 Nietoperz
- SZD-8 Jaskółka
- SZD-9 bis Bocian 1A
- WWS Wrona bis
- WWS-2 Żaba

### Motoszybowce
Lista motoszybowców znajdujących się w ekspozycji Muzeum Lotnictwa Polskiego:
- HWL Pegaz (SP-590)
- PW-4 Pelikan (SP-8050) magazyn

### Śmigłowce
Lista śmigłowców znajdujących się w ekspozycji Muzeum Lotnictwa Polskiego:
- Bell CH-136 Kiowa
- BŻ-1 GIL (SP-GIL)
- BŻ-4 Żuk (niekompletny)
- JK-1 Trzmiel – jedyny zachowany egzemplarz doświadczalnego śmigłowca o napędzie odrzutowym
- Mi-4 A
- Mi-4 ME
- Mil Mi-8S
- Mil Mi-24W
- PZL Kania
- Saunders-Roe Skeeter AOP.12(inne języki)
- Sud-Aviation (FW) SE-3160 Alouette III
- WSK Mi-2 URP
- WSK Mi-2Ch
- WSK SM-1 (Mi-1)
- WSK SM-2

### Silniki
Oprócz statków powietrznych muzeum posiada też ekspozycję silników lotniczych, prezentowanych w sposób umożliwiający poznanie ich konstrukcji. Są to:
| - AI-14R - AI-24WT - Alfa Romeo 126 RC 34 - Argus As 10c - Argus As 410 - Argus As 5 - Argus As 7 - Argus As 8 - Armstrong Siddeley Genet - Austro-Daimler DM 200 - Avia M-332 - Avia M-337 - Benz Bz IVd - BMW 132 Z - BMW 801 D2 - BMW IIIa - Bramo 323 Fafnir - Breda (lic. SPA 6a) - Bristol Cherub I - Bristol Pegasus X - Clerget 9B - Daimler-Benz DB 600 G - Farman 12 WE - Farman 9 EFR - Gnome-Rhone 9KRd Mistral - Gnome-Rhone Jupiter 9Ab - GTD-350 - Hirth HM-504A - Hirth HM-508 - Hirth HM-60R - Hispano-Suiza 12X - Hispano-Suiza 82 - Isotta Fraschini Bianchi V 4B - Junkers Jumo 205 - Junkers Jumo 211 - Junkers L 8 - K-15 - K-16 - Klimow M-103 - Klimow WK-105 PF - Le Rhone 9 - Liberty L-12 - LIT-3 (lic. Iwczenko AI-26) - Lorraine-Dietrich 12 EB - Liulka AL-7F - Maybach HSLU - Maybach Mb IV - Mercedes Benz F-7502 - Mercedes D.IIIa - Mercedes D IVa - Mercedes D IVb | - Mercedes E 4F - Mikulin AM-34 - Mikulin AM-35A - Mikulin AM-42 - Mikulin AM-38F - NAG C III - Praga Doris 208B - Pratt & Whitney R-1830 - Pratt & Whitney R-2800 - PZInż. Junior - PZInż. Major Typ 4 - PZL Pegaz II - PZL Pegaz VIII - PZL WN-3 - R-11 - R-13 - R-27 - RAF 3A Napier - RAF 4A Daimler - RD-10A - RD-500 - RD-9B - Renault 12FE - Renault 6Q11 - Rolls-Royce Eagle Mk IX - Rolls-Royce Kestrel II S - Rolls-Royce Merlin Mk XX - 9D21 - R-11 (SCUD) - Salmson 9 AD - Salmson Z-9 - Siemens-Halske Sh-14 - silnik strumieniowy Wójcickiego - Sunbeam Mohawk - Szwiecow ASz-21 - Szwiecow ASz-62 IR - Szwiecow ASz-82 FN - Szwiecow M-11 D - Szwiecow M-11 FR - Walter HWK 109-501 - Walter HWK 109-507 - Walter Minor 4-III - Walter Mistral K-14 - Wright R-2600-23 Cyclone 14 - Wright Whirlwind R-975 - WSK Lis-2 - WSK NP-1 - WSK SO-1 - WSK-SO3 - WSK SO-3W |

### Rakietowe systemy przeciwlotnicze
Lista rakietowych systemów przeciwlotniczych w ekspozycji Muzeum Lotnictwa Polskiego:
- 85 mm armata przeciwlotnicza wz. 1939 (KS-12)
- SA-75 „Dźwina”
- S-125 „Newa”
- S-75M „Wołchow”
- Stacja wykrywania i naprowadzania SURN 1S91M1

## Plan muzeum
1. Mały hangar – samoloty z lat 1909–1920,
2. Duży hangar – samoloty, śmigłowce i szybowce zgromadzone w oryginalnym przedwojennym hangarze 2 Pułku Lotniczego,
3. Silnikownia – jedna z największych w Europie kolekcji silników lotniczych od okresu pionierskiego do dziś; pozwala prześledzić zmiany w konstrukcji silników na przestrzeni dziejów od silników rzędowych, rotacyjnych i gwiazdowych aż do współczesnych turboodrzutowych,
4. „Swego nie znacie” – wystawa statków powietrznych z okresu pionierskiego lotnictwa,
5. Wystawa plenerowa – wielkogabarytowe cywilne i wojskowe statki powietrzne. Na wystawie plenerowej zgromadzono niemal wszystkie odrzutowce używane przez Wojsko Polskie.

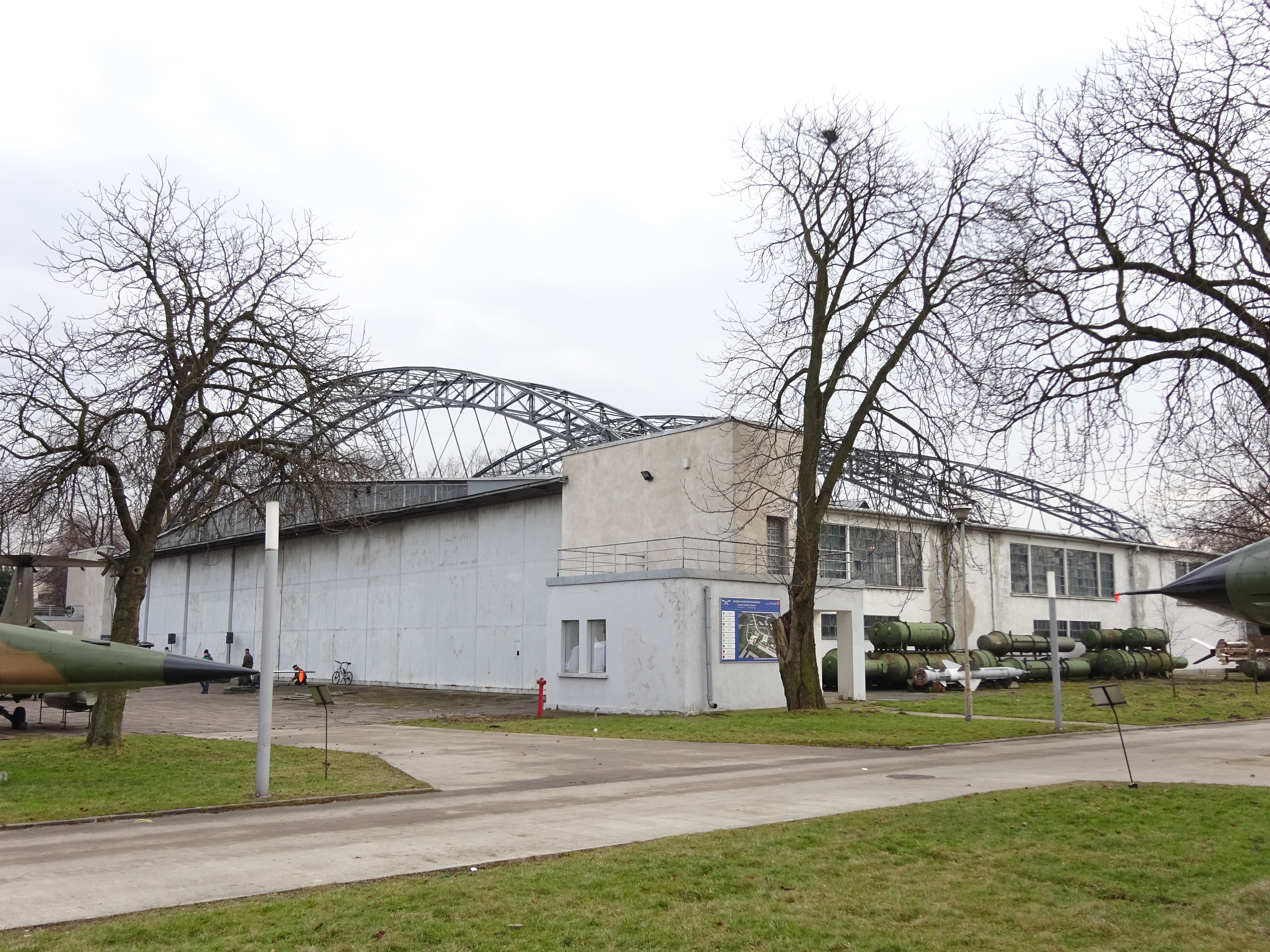
Duży hangar
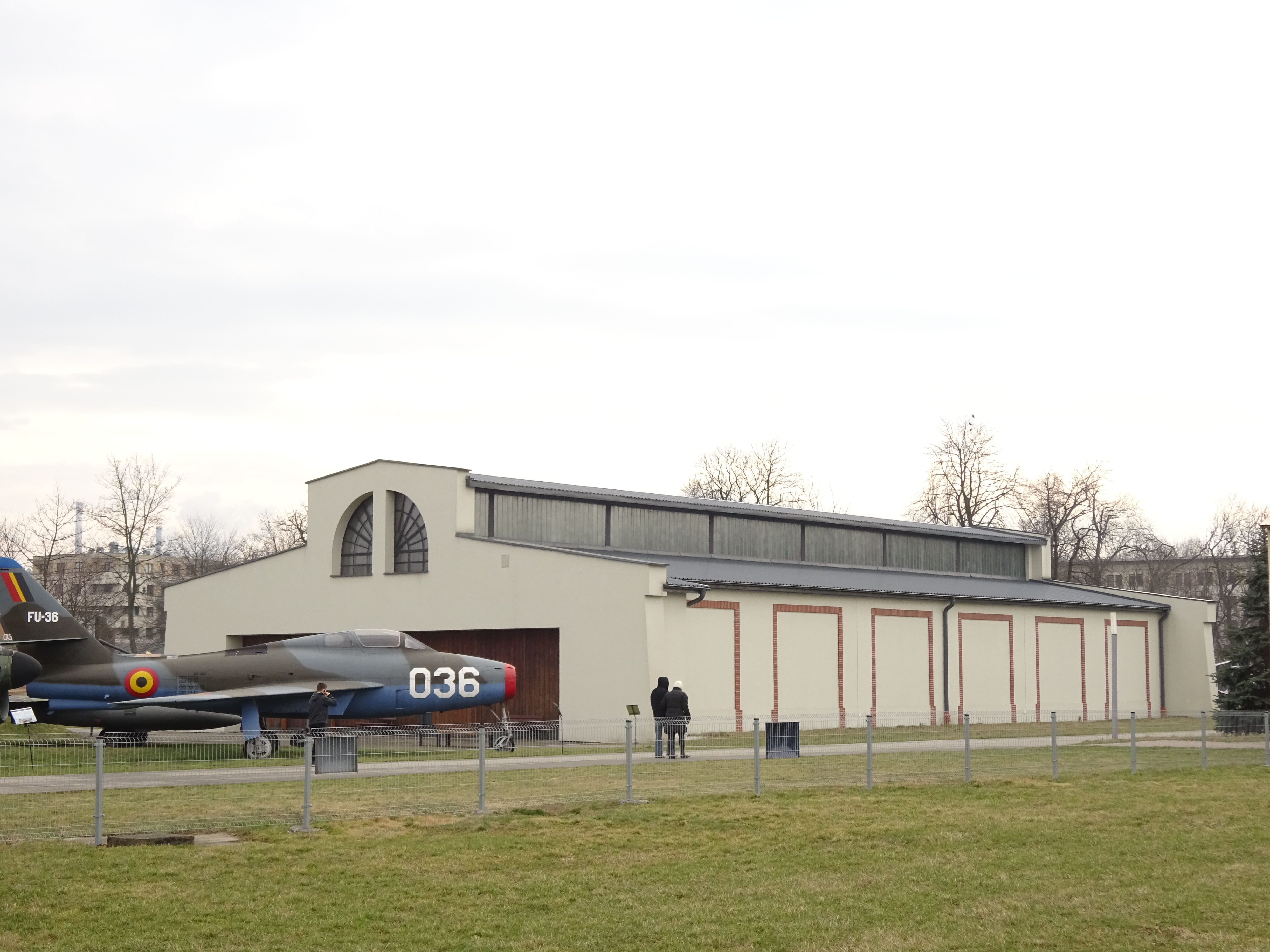
Mały hangar